# Bunuri mobile din domeniul numismatică clasate în patrimoniul cultural național al României aflate în județul Olt
Acestă listă conține bunurile mobile din domeniul numismatică clasate în Patrimoniul cultural național al României aflate la momentul clasării în județul Olt.

## Tezaur
| Foto | Informații generale                        | Detalii tehnice | Descriere | Deținător                                   | Legături |
| ---- | ------------------------------------------ | --- | --- | ------------------------------------------- | -------- |
|      | Drahmă                                     | Datare: 325 a.Chr. Școală: Lampsakus Descoperit: jud. Olt, com. Orlea, Gura Padinii, În curtea lui Ciucă Florea Material: argint                       | Descriere avers: Capul tânăr al lui Herakles spre dr., cu blana de leu. C.p. Descriere revers: Zeus stând pe tron spre st. ține în mâna dr. întinsă un vultur cu aripile deschise, iar în măna st. un sceptru. În spate, ΑΛEΣANΔP[OΥ]. În câmpul stâng, sub mâna zeului, un șarpe; sub tron, Artemis în picioare. Legendă revers: ΑΛEΣANΔP[OΥ] | Muzeul de Arheologie și Etnografie, Corabia | Cimec    |
|      | Tetradrahmă Thasos - imitație              | Datare: sec. II a.Chr. - înc. Sec. I a.Chr. Școală: Thasos Descoperit: jud. Olt, com. Orlea, Gura Padinii, În curtea lui Ciucă Florea Material: argint | Descriere avers: Capul mic al zeului Dionysos tanăr spre dr., purtand taenia pe frunte și o cunună de iederă cu două tozete pe părul buclat, strans într-o torsadă pe spate. Cununa are trei frunze mici în sus și două mari în jos. Numărul de petale al primei rozete este șase, iar al celei de-a doua este de opt. Portretul lui Dionyssos este mai bine conturat în relief. Descriere revers: Herakles nud, în picioare spre st. își sprijină brațul pe măciucă; pe umărul și pe brațul său st. atârnă blana leului nemeean; în câmpul st., între măciucă și piciorul dr. al eroului se află sigla M. În jur, HPAKΛEOYΣ/ΣΩTHPOΣ/ΘAΣIΩΝ. Legendă revers: HPAKΛEOYΣ/ΣΩTHPOΣ/ΘAΣIΩΝ M | Muzeul de Arheologie și Etnografie, Corabia | Cimec    |
|      | Denar                                      | Datare: 206-195 a.Chr. Școală: Roma Descoperit: jud. Olt, com. Orlea, Gura Padinii, În curtea lui Ciucă Florea Material: argint                        | Descriere avers: Capul Romei, cu coif, spre dr.; în spate, X. C.p. Descriere revers: Dioscurii spre dr.; dedesubt, steluță, într-o tabletă, ROMA .C.p. Legendă revers: ROMA | Muzeul de Arheologie și Etnografie, Corabia | Cimec    |
|      | Denar                                      | Datare: 179-170 a.Chr. Școală: Roma Descoperit: jud. Olt, com. Orlea, Gura Padinii, În curtea lui Ciucă Florea Material: argint                        | Descriere avers: Capul Romei, cu coif, spre dr.; în spate, X. C.p. Descriere revers: Dioscurii spre dr.; în cartuș, ROMA. C.p. | Muzeul de Arheologie și Etnografie, Corabia | Cimec    |
|      | Denar                                      | Datare: 179-170 a.Chr. Școală: Roma Descoperit: jud. Olt, com. Orlea, Gura Padinii, În curtea lui Ciucă Florea Material: argint                        | Descriere avers: Capul Romei, cu coif, spre dr.; în spate, X. C.p. Descriere revers: Dioscurii, în galop spre dr.; în exergă, ROMA. L.p. Descriere exergă: Roma | Muzeul de Arheologie și Etnografie, Corabia | Cimec    |
|      | Denar                                      | Datare: 155 a.Chr. Școală: Roma Descoperit: jud. Olt, com. Orlea, Gura Padinii, În curtea lui Ciucă Florea Material: argint                            | Descriere avers: Capul Romei, cu coif, spre dr.; în spate, X. C.p. Descriere revers: Victorie în bigă, spre dr. ține bici în mâna dr. și hățuri în mâna st.; dedesubt, SAR; în exergă, ROMA .C. p. Descriere exergă: Roma Legendă revers: SAR | Muzeul de Arheologie și Etnografie, Corabia | Cimec    |
|      | Denar                                      | Datare: 153 a.Chr. Școală: Roma Descoperit: jud. Olt, com. Orlea, Gura Padinii, În curtea lui Ciucă Florea Material: argint                            | Descriere avers: Capul Romei, cu coif, spre dr.; în spate, X. C.p. Descriere revers: Victorie în bigă, spre dr., ținând biciul în mâna dr. și hățurile în mâna st.; dedesubt, C. M.... în exergă, [R]OMA L.p. Descriere exergă: [R]oma Legendă revers: C. M... | Muzeul de Arheologie și Etnografie, Corabia | Cimec    |
|      | Denar                                      | Datare: 152 a.Chr. Școală: Roma Descoperit: jud. Olt, com. Orlea, Gura Padinii, În curtea lui Ciucă Florea Material: argint                            | Descriere avers: Capul Romei, cu coif, spre dr.; în spate, X. C.p. Descriere revers: Victorie în bigă, spre dr., ține bici cu mâna dr. și hățuri cu st.; dedesubt, L.SAV; în exergă, ROMA. C.p. Descriere exergă: ROMA Legendă revers: L. SAV | Muzeul de Arheologie și Etnografie, Corabia | Cimec    |
|      | Denar                                      | Datare: 149 a.Chr. Școală: Roma Descoperit: jud. Olt, com. Orlea, Gura Padinii, În curtea lui Ciucă Florea Material: argint                            | Descriere avers: Capul Romei, cu coif, spre dr.; în spate, X. C.p. Descriere revers: Victorie în bigă, spre dr., ține bici cu mâna dr. și hățuri cu st.; dedesubt, NAT A; în exergă, ROMA. C.p. Descriere exergă: ROMA Legendă revers: NAT A | Muzeul de Arheologie și Etnografie, Corabia | Cimec    |
|      | Denar                                      | Datare: 149 a.Chr. Școală: Roma Descoperit: jud. Olt, com. Orlea, Gura Padinii, În curtea lui Ciucă Florea Material: argint                            | Descriere avers: Capul Romei, cu coif, spre dr.; în spate, X. C.p. Descriere revers: Dioscurii spre dr.; dedesubt, C. IVNI.C.F, într-o tabletă, ROMA. L.p. Descriere exergă: ROMA Legendă revers: C. IVNI.C.F ROMA | Muzeul de Arheologie și Etnografie, Corabia | Cimec    |
|      | Denar                                      | Datare: 148 a.Chr. Școală: Roma Descoperit: jud. Olt, com. Orlea, Gura Padinii, În curtea lui Ciucă Florea Material: argint                            | Descriere avers: Capul Romei, cu coif, spre dr.; în spate, LIBO; în față, X. C.p. Descriere revers: Dioscurii, spre dr.; dedesubt, Q. RC; într-o tabletă, ROMA. C.p. Legendă revers: Q. MRC ROMA | Muzeul de Arheologie și Etnografie, Corabia | Cimec    |
|      | Denar                                      | Datare: 148 a.Chr. Școală: Roma Descoperit: jud. Olt, com. Orlea, Gura Padinii, În curtea lui Ciucă Florea Material: argint                            | Descriere avers: Capul Romei, cu coif, spre dr.; în spate, PITIO; în față, X. C.p. Descriere revers: Dioscurii, spre dr.; dedesubt, ..SEM..; într-o tabletă, ROMA, L.p. Legendă revers: ..SEM.. ROMA | Muzeul de Arheologie și Etnografie, Corabia | Cimec    |
|      | Denar                                      | Datare: 147 a.Chr. Școală: Roma Descoperit: jud. Olt, com. Orlea, Gura Padinii, În curtea lui Ciucă Florea Material: argint                            | Descriere avers: Capul Romei, cu coif, spre dr.; în spate, Victorie ținând cunună; dedesubt, X. C.p. Descriere revers: Dioscurii, spre dr.; dedesubt, C. 'ER. LVC ; în exergă, ROMA. L.p. Descriere exergă: ROMA Legendă revers: C. 'ER. LVC | Muzeul de Arheologie și Etnografie, Corabia | Cimec    |
|      | Denar                                      | Datare: 141 a.Chr. Școală: Roma Descoperit: jud. Olt, com. Orlea, Gura Padinii, În curtea lui Ciucă Florea Material: argint                            | Descriere avers: Capul Romei, cu coif, spre dr.; în spate, XVI. C.p. Descriere revers: Dioscuri spre dr.; dedesubt, L. I I; în exergă, ROMA. C.p. Descriere exergă: ROMA Legendă revers: L. IVI | Muzeul de Arheologie și Etnografie, Corabia | Cimec    |
|      | Denar                                      | Datare: 138 a.Chr. Școală: Roma Descoperit: jud. Olt, com. Orlea, Gura Padinii, În curtea lui Ciucă Florea Material: argint                            | Descriere avers: Capul Romei, cu coif, spre dr.; în spate, X. C.p. Descriere revers: Iunona în bigă spre dr., trasă de capre, ține sceptru și hățuri în mâna st. și bici cu dr.; dedesubt, C. REN[I]; în exergă, ROMA L.p. Descriere exergă: ROMA Legendă revers: C. REN[I] | Muzeul de Arheologie și Etnografie, Corabia | Cimec    |
|      | Denar                                      | Datare: 138 a.Chr. Școală: Roma Descoperit: jud. Olt, com. Orlea, Gura Padinii, În curtea lui Ciucă Florea Material: argint                            | Descriere avers: Capul Romei, cu coif, spre dr.; în spate, X. C.p. Descriere revers: Iunona în bigă spre dr., trasă de capre, ține sceptru și hățuri în mâna st. și bici cu dr.; dedesubt, C. RENI; în exergă, ROMA L.p. Descriere exergă: ROMA Legendă revers: C. RENI | Muzeul de Arheologie și Etnografie, Corabia | Cimec    |
|      | Denar                                      | Datare: 138 a.Chr. Școală: Roma Descoperit: jud. Olt, com. Orlea, Gura Padinii, În curtea lui Ciucă Florea Material: argint                            | Descriere avers: Capul Romei, cu coif, spre dr.; în spate, X. C.p. Descriere revers: Dioscurii, spre dr.; dedesubt, P. PAETV[S]; în exergă, ROMA. L.p. Descriere exergă: ROMA Legendă revers: P. PAETV[S] | Muzeul de Arheologie și Etnografie, Corabia | Cimec    |
|      | Denar                                      | Datare: 137 a.Chr. Școală: Roma Descoperit: jud. Olt, com. Orlea, Gura Padinii, În curtea lui Ciucă Florea Material: argint                            | Descriere avers: Capul Romei,c u coif, spre dr.; în spate, vas cu toartă; în față, X. C.p. Descriere revers: Păstorul Faustulus sprijinit în toiag privește lupoaica alăptând gemenii; în spate, ficus Ruminalis pe ramurile căruia stau trei păsări ( una pe ramura de sus, iar celelalte două pe ramurile de jos); la dr., SEX. PO[M]; în exergă, ROMA. C.p. Descriere exergă: ROMA Legendă revers: SEX. PO[M] | Muzeul de Arheologie și Etnografie, Corabia | Cimec    |
|      | Denar                                      | Datare: 137 a.Chr. Școală: Roma Descoperit: jud. Olt, com. Orlea, Gura Padinii, În curtea lui Ciucă Florea Material: argint                            | Descriere avers: Capul Romei,c u coif, spre dr.; în spate, vas cu toartă; în față, X. C.p. Descriere revers: Păstorul Faustulus sprijinit în toiag privește lupoaica alăptând gemenii; în spate, ficus Ruminalis pe ramurile căruia stau trei păsări ( una pe ramura de sus, iar celelalte două pe ramurile de jos); la dr., SEX. PO[M]; în exergă, ROMA. C.p. Descriere exergă: ROMA Legendă revers: SEX. PO[M] | Muzeul de Arheologie și Etnografie, Corabia | Cimec    |
|      | Denar                                      | Datare: 137 a.Chr. Școală: Roma Descoperit: jud. Olt, com. Orlea, Gura Padinii, În curtea lui Ciucă Florea Material: argint                            | Descriere avers: Capul Romei,c u coif, spre st.; în față, X; în spate TAMPII; C.p. Descriere revers: Apollo în quadrigă spre dr., ține arc și săgeată, hățuri în mâna st.și ramură în mâna dr.; dedesubt, ROMA; în exergă, M. BAEBI.Q.F. C.p. Descriere exergă: M. BAEBI.Q.F Legendă revers: ROMA | Muzeul de Arheologie și Etnografie, Corabia | Cimec    |
|      | Denar                                      | Datare: 137 a.Chr. Școală: Roma Descoperit: jud. Olt, com. Orlea, Gura Padinii, În curtea lui Ciucă Florea Material: argint                            | Descriere avers: Capul Romei,c u coif, spre st.; în față, X. C.p.; în spate TAMPII Descriere revers: Apollo în quadrigă spre dr., ține arc și săgeată, hățuri în mâna st.și ramură în mâna dr.; dedesubt, ROMA; în exergă, M. BAEBI.Q. [F.] Descriere exergă: M. BAEBI.Q.[F.] Legendă revers: ROMA | Muzeul de Arheologie și Etnografie, Corabia | Cimec    |
|      | Denar                                      | Datare: 137 a.Chr. Școală: Roma Descoperit: jud. Olt, com. Orlea, Gura Padinii, În curtea lui Ciucă Florea Material: argint                            | Descriere avers: Capul Romei,c u coif, spre st.; în față, X. C.p.; în spate [TAM]PII Descriere revers: Apollo în quadrigă spre dr., ține arc și săgeată, hățuri și [ramură]; dedesubt, ROMA, în exergă, M. BAEBI.Q.F. C.p. Descriere exergă: M. BAEBI.Q.F. Legendă revers: ROMA | Muzeul de Arheologie și Etnografie, Corabia | Cimec    |
|      | Denar                                      | Datare: 136 a.Chr. Școală: Roma Descoperit: jud. Olt, com. Orlea, Gura Padinii, În curtea lui Ciucă Florea Material: argint                            | Descriere avers: Capul Romei,c u coif, spre dr.; în față, X. C.p.; în spate TRIO Descriere revers: Dioscurii spre dr.; dedesubt, CN. LVCR; în exergă, ROMA. L.p. Descriere exergă: ROMA Legendă revers: CN. LVCR | Muzeul de Arheologie și Etnografie, Corabia | Cimec    |
|      | Denar                                      | Datare: 136 a.Chr. Școală: Roma Descoperit: jud. Olt, com. Orlea, Gura Padinii, În curtea lui Ciucă Florea Material: argint                            | Descriere avers: Capul Romei,c u coif, spre dr.; în față, X. C.p.; în spate TRIO Descriere revers: Dioscurii spre dr.; dedesubt, CN. LVCR; în exergă, ROMA. C.p. și L.p. Descriere exergă: ROMA Legendă revers: CN. LVCR | Muzeul de Arheologie și Etnografie, Corabia | Cimec    |
|      | Denar                                      | Datare: 136 a.Chr. Școală: Roma Descoperit: jud. Olt, com. Orlea, Gura Padinii, În curtea lui Ciucă Florea Material: argint                            | Descriere avers: Capul Romei, cu coif, spre dr.; în față, X. C.p. Descriere revers: Jupiter, în quadrigă spre dr., ține sceptru și hățuri în mâna st. și aruncă cu fulgerul cu dr.; dedesubt, LÆS; în exergă, ROMA. Descriere exergă: ROMA Legendă revers: LÆS | Muzeul de Arheologie și Etnografie, Corabia | Cimec    |
|      | Denar                                      | Datare: 136 a.Chr. Școală: Roma Descoperit: jud. Olt, com. Orlea, Gura Padinii, În curtea lui Ciucă Florea Material: argint                            | Descriere avers: Capul Romei, cu coif, spre dr.; în spate, GRAG, în față, X. C.p. Descriere revers: Jupiter, în quadrigă spre dr., ține sceptru și hățuri în mâna st. și aruncă cu fulgerul cu dr.; dedesubt, LÆS; în exergă, ROMA. Descriere exergă: ROMA Legendă revers: LÆS | Muzeul de Arheologie și Etnografie, Corabia | Cimec    |
|      | Denar                                      | Datare: 136 a.Chr. Școală: Roma Descoperit: jud. Olt, com. Orlea, Gura Padinii, În curtea lui Ciucă Florea Material: argint                            | Descriere avers: Capul Romei, cu coif, spre dr.; în spate, GRAG, în față, X. C.p. Descriere revers: Jupiter, în quadrigă spre dr., ține sceptru și hățuri în mâna st. și aruncă cu fulgerul cu dr.; dedesubt, LÆS; în exergă, ROMA. Descriere exergă: ROMA Legendă revers: LÆS | Muzeul de Arheologie și Etnografie, Corabia | Cimec    |
|      | Denar                                      | Datare: 136 a.Chr. Școală: Roma Descoperit: jud. Olt, com. Orlea, Gura Padinii, În curtea lui Ciucă Florea Material: argint                            | Descriere avers: Capul Romei, cu coif, spre dr.; în spate, GRAG, în față, X. C.p. Descriere revers: Jupiter, în quadrigă spre dr., ține sceptru și hățuri în mâna st. și aruncă cu fulgerul cu dr.; dedesubt, LÆS; în exergă, ROMA. Descriere exergă: ROMA Legendă revers: LÆS | Muzeul de Arheologie și Etnografie, Corabia | Cimec    |
|      | Denar                                      | Datare: 136 a.Chr. Școală: Roma Descoperit: jud. Olt, com. Orlea, Gura Padinii, În curtea lui Ciucă Florea Material: argint                            | Descriere avers: Capul Romei, cu coif, spre dr.; în spate, GRAG, în față, X. C.p. Descriere revers: Jupiter, în quadrigă spre dr., ține sceptru și hățuri în mâna st. și aruncă cu fulgerul cu dr.; dedesubt, LÆS; în exergă, ROMA. L.p. Descriere exergă: ROMA Legendă revers: LÆS | Muzeul de Arheologie și Etnografie, Corabia | Cimec    |
|      | Denar                                      | Datare: 136 a.Chr. Școală: Roma Descoperit: jud. Olt, com. Orlea, Gura Padinii, În curtea lui Ciucă Florea Material: argint                            | Descriere avers: Capul Romei, cu coif, spre dr., împodobită cu colier și pandante; în spate, cunună și X; dedesubt, ROMA C.p. Descriere revers: Dioscurii călare, adosați, purtând sulițe înclinate; în exergă, C.SERVEILI MF. C.p. Descriere exergă: C.SERVEILI MF. | Muzeul de Arheologie și Etnografie, Corabia | Cimec    |
|      | Denar                                      | Datare: 136 a.Chr. Școală: Roma Descoperit: jud. Olt, com. Orlea, Gura Padinii, În curtea lui Ciucă Florea Material: argint                            | Descriere avers: Capul Romei, cu coif, spre dr., împodobită cu colier și pandante; în spate, cunună și X; dedesubt, ROMA C.p. Descriere revers: Dioscurii călare, adosați, purtând sulițe înclinate; în exergă, [C.S]ERVEILI MF. C.p. Descriere exergă: [C.S]ERVEILI MF. | Muzeul de Arheologie și Etnografie, Corabia | Cimec    |
|      | Denar                                      | Datare: 134 a.Chr. Școală: Roma Descoperit: jud. Olt, com. Orlea, Gura Padinii, În curtea lui Ciucă Florea Material: argint                            | Descriere avers: Capul Romei, cu coif, spre dr.; în față, X. C.p. Descriere revers: Victorie în bigă spre dr., ține hățuri în mâna st. și bici cu dr.; dedesubt, M. /MR / C/ ROMA. Legenda este divizată prin două spice. C.p. Legendă revers: M. MR/ C ROMA | Muzeul de Arheologie și Etnografie, Corabia | Cimec    |
|      | Denar                                      | Datare: 133 a.Chr. Școală: Roma Descoperit: jud. Olt, com. Orlea, Gura Padinii, În curtea lui Ciucă Florea Material: argint                            | Descriere avers: Capul Romei, cu coif, spre dr.; în spate, X. C.p. Descriere revers: Zeița care este încoronată de o Victorie în zbor, în bigă spre dr., ține biciul în mâna stângă și hățurile în mâna dreaptă; dedesubt, P.CALP; în exergă , ROMA . C.p. Descriere exergă: ROMA Legendă revers: P. CALP | Muzeul de Arheologie și Etnografie, Corabia | Cimec    |
|      | Denar                                      | Datare: 132 a.Chr. Școală: Roma Descoperit: jud. Olt, com. Orlea, Gura Padinii, În curtea lui Ciucă Florea Material: argint                            | Descriere avers: Capul Romei, cu coif, spre dr.; în spate, X. C.p. Descriere revers: Victorie în quadrigă spre dr., ține hățurile și o ramură de palmier cu st. și o cunună cu dr.; dedesubt, P. ME...; în exergă, ROMA. C.p. Descriere exergă: ROMA Legendă revers: P. ME... | Muzeul de Arheologie și Etnografie, Corabia | Cimec    |
|      | Denar                                      | Datare: 132 a.Chr. Școală: Roma Descoperit: jud. Olt, com. Orlea, Gura Padinii, În curtea lui Ciucă Florea Material: argint                            | Descriere avers: Capul Romei, cu coif, spre dr.; în față, X. C.p. Descriere revers: Sol în quadrigă spre dr., ține hățurile în mâna st. și biciul în mâna dr.; dedesubt, M.... ; în exergă, ROMA. C.p. Descriere exergă: ROMA Legendă revers: M.... | Muzeul de Arheologie și Etnografie, Corabia | Cimec    |
|      | Denar                                      | Datare: 131 a.Chr. Școală: Roma Descoperit: jud. Olt, com. Orlea, Gura Padinii, În curtea lui Ciucă Florea Material: argint                            | Descriere avers: Capul Romei, cu coif, spre dr.; în spate, trepied, în față, X. C.p. Descriere revers: Apollo în bigă spre dr. ține arc și săgeată în mâna st., iar în mâna dr., hățuri; pe umăr poartă tolba cu săgeți; dedesubt, M. OPEIMI; în exergă, ROMA Descriere exergă: ROMA Legendă revers: M. OPEIMI | Muzeul de Arheologie și Etnografie, Corabia | Cimec    |
|      | Denar                                      | Datare: 130 a.Chr. Școală: Roma Descoperit: jud. Olt, com. Orlea, Gura Padinii, În curtea lui Ciucă Florea Material: argint                            | Descriere avers: Capul Romei, cu coif, spre dr.; în spate, Q. MEF, în față, X. C.p. Descriere revers: Jupiter, în quadrigă, spre dr., ține fulger și hățuri în mâna st. și o ramură cu dr.; în exergă, ROMA. L.p. Descriere exergă: ROMA | Muzeul de Arheologie și Etnografie, Corabia | Cimec    |
|      | Denar                                      | Datare: 130 a.Chr. Școală: Roma Descoperit: jud. Olt, com. Orlea, Gura Padinii, În curtea lui Ciucă Florea Material: argint                            | Descriere avers: Capul Romei, cu coif, spre dr.; în spate, M...G, în față, X. C.p. Descriere revers: Jupiter, în quadrigă, spre dr., ține fulger și hățuri în mâna st. și o ramură cu dr.; în exergă, ROMA. C.p. Descriere exergă: ROMA | Muzeul de Arheologie și Etnografie, Corabia | Cimec    |
|      | Denar                                      | Datare: 130 a.Chr. Școală: Roma Descoperit: jud. Olt, com. Orlea, Gura Padinii, În curtea lui Ciucă Florea Material: argint                            | Descriere avers: Capul Romei, cu coif, spre dr.; în spate, M...G, în față, X. C.p. Descriere revers: Jupiter, în quadrigă, spre dr., ține fulger și hățuri în mâna st. și o ramură cu dr.; în exergă, ROMA. C.p. Descriere exergă: ROMA | Muzeul de Arheologie și Etnografie, Corabia | Cimec    |
|      | Denar                                      | Datare: 128 a.Chr. Școală: Roma Descoperit: jud. Olt, com. Orlea, Gura Padinii, În curtea lui Ciucă Florea Material: argint                            | Descriere avers: Capul Romei cu coif spre dr.; în spate, coroană; dedesubt, ROMA. C.p. Descriere revers: Victorie în bigă spre dr., ține hățurile cu ambele mâini; dedesubt, spic de grâu; în exergă, [T.] CLOVLI. L.p. Descriere exergă: [T.] CLOVLI | Muzeul de Arheologie și Etnografie, Corabia | Cimec    |
|      | Denar                                      | Datare: 128 a.Chr. Școală: Roma Descoperit: jud. Olt, com. Orlea, Gura Padinii, În curtea lui Ciucă Florea Material: argint                            | Descriere avers: Capul Romei, cu coif, spre dr. și buclă pe umărul st.; în față, X.; în spate, spic de grâu. C.p. Descriere revers: Jupiter, în bigă, spre dr., ține fulger în mâna st. și ramură de laur cu dr.; deasupra ROMA; dedesubt, o persoană luptă cu un leu; în exergă, CN. DOM. L.p. Descriere exergă: CN. DOM Legendă revers: ROMA | Muzeul de Arheologie și Etnografie, Corabia | Cimec    |
|      | Denar                                      | Datare: 128 a.Chr. Școală: Roma Descoperit: jud. Olt, com. Orlea, Gura Padinii, În curtea lui Ciucă Florea Material: argint                            | Descriere avers: Capul Romei, cu coif, spre dr.; în spate, X. C.p. Descriere revers: Zeiță în bigă la dr., ține hățuri în mâna st. și o ramură la dr.; în față, cap de elefant; dedesubt, ROMA. L.p. Legendă revers: ROMA | Muzeul de Arheologie și Etnografie, Corabia | Cimec    |
|      | Denar                                      | Datare: 127 a.Chr. Școală: Roma Descoperit: jud. Olt, com. Orlea, Gura Padinii, În curtea lui Ciucă Florea Material: argint                            | Descriere avers: Capul Romei, cu coif, spre dr.; în spate, X. C.p. Descriere revers: Scut macedonean împodobit cu cap de elefant; legendă circulară, M. METELLVS.Q.F. Totul într-o cunună de laur. C.p. Legendă revers: M. METELLVS.Q.F. | Muzeul de Arheologie și Etnografie, Corabia | Cimec    |
|      | Denar                                      | Datare: 124 a.Chr. Școală: Roma Descoperit: jud. Olt, com. Orlea, Gura Padinii, În curtea lui Ciucă Florea Material: argint                            | Descriere avers: Capul Romei, cu coif, spre dr.; în spate, ROMA; în față, X și LABEO. C.p. Descriere revers: Jupiter, în quadrigă spre dr., ține sceptru și hățuri în mâna st. și aruncă cu fulgerul cu dr.; dedesubt, rostrum; în exergă, Q. FABI. C.p. Descriere exergă: Q. FABI | Muzeul de Arheologie și Etnografie, Corabia | Cimec    |
|      | Denar                                      | Datare: 124 a.Chr. Școală: Roma Descoperit: jud. Olt, com. Orlea, Gura Padinii, În curtea lui Ciucă Florea Material: argint                            | Descriere avers: Capul Romei, cu coif, spre dr.; în spate, ROMA; în față, X și LABEO. C.p. Descriere revers: Jupiter, în quadrigă spre dr., ține sceptru și hățuri în mâna st. și aruncă cu fulgerul cu dr.; dedesubt, rostrum; în exergă, [Q. FABI.] C.p. Descriere exergă: [Q. FABI.] | Muzeul de Arheologie și Etnografie, Corabia | Cimec    |
|      | Denar                                      | Datare: 124 a.Chr. Școală: Roma Descoperit: jud. Olt, com. Orlea, Gura Padinii, În curtea lui Ciucă Florea Material: argint                            | Descriere avers: Capul Romei, cu coif, spre dr.; în spate, ROMA; în față, X și LABEO. C.p. Descriere revers: Jupiter, în quadrigă spre dr., ține sceptru și hățuri în mâna st. și aruncă cu fulgerul cu dr.; dedesubt, rostrum; în exergă, [Q. FABI.] C.p. Descriere exergă: [Q. FABI.] | Muzeul de Arheologie și Etnografie, Corabia | Cimec    |
|      | Denar                                      | Datare: 124 a.Chr. Școală: Roma Descoperit: jud. Olt, com. Orlea, Gura Padinii, În curtea lui Ciucă Florea Material: argint                            | Descriere avers: Capul Romei, cu coif, spre dr.; în spate, ROMA; în față, X și LABEO. C.p. Descriere revers: Jupiter, în quadrigă spre dr., ține sceptru și hățuri în mâna st. și aruncă cu fulgerul cu dr.; dedesubt, rostrum; în exergă, Q. FABI. C.p. Descriere exergă: Q. FABI | Muzeul de Arheologie și Etnografie, Corabia | Cimec    |
|      | Denar                                      | Datare: 123 a.Chr. Școală: Roma Descoperit: jud. Olt, com. Orlea, Gura Padinii, În curtea lui Ciucă Florea Material: argint                            | Descriere avers: Capul Romei, cu coif, spre dr.; în spate, X. C.p. Descriere revers: Victorie în bigă, spre dr. ținând hățuri în mâna st. și un bici în mâna dr.; dedesubt, C.CATO; în exergă, ROMA. L.p. Descriere exergă: ROMA Legendă revers: C. CATO | Muzeul de Arheologie și Etnografie, Corabia | Cimec    |
|      | Denar                                      | Datare: 122 a.Chr. Școală: Roma Descoperit: jud. Olt, com. Orlea, Gura Padinii, În curtea lui Ciucă Florea Material: argint                            | Descriere avers: Capul Romei, cu coif, spre dr.; în spate, RVF; în față, X. C.p. Descriere revers: Dioscurii, spre dr.; dedesubt, Q.MINV, în exergă, ROMA. L.p. Descriere exergă: ROMA Legendă revers: Q. MINV | Muzeul de Arheologie și Etnografie, Corabia | Cimec    |
|      | Denar                                      | Datare: 121 a.Chr. Școală: Roma Descoperit: jud. Olt, com. Orlea, Gura Padinii, În curtea lui Ciucă Florea Material: argint                            | Descriere avers: Capul Romei, cu coif, spre dr., și buclă pe umărul st.; în spate, X. C.p. Contramarcă. Descriere revers: Jupiter, în quadrigă, spre dr., ține hățuri și sceptru în mâna st. și aruncă cu fulgerul cu dr.; dedesubt, CARB; în exergă, ROMA.L.p. Descriere exergă: ROMA Legendă revers: CARB | Muzeul de Arheologie și Etnografie, Corabia | Cimec    |
|      | Denar                                      | Datare: 121 a.Chr. Școală: Roma Descoperit: jud. Olt, com. Orlea, Gura Padinii, În curtea lui Ciucă Florea Material: argint                            | Descriere avers: Capul Romei, cu coif, spre dr., cu buclă pe umărul st.; în spate, X. C.p. Descriere revers: Jupiter, în quadrigă, spre dr., ține hățuri și sceptru în mâna st. și aruncă cu fulgerul cu dr.; dedesubt, CAR[B]; în exergă, ROM[A].L.p. Descriere exergă: ROM[A] Legendă revers: CAR[B] | Muzeul de Arheologie și Etnografie, Corabia | Cimec    |
|      | Denar                                      | Datare: 120 a.Chr. Școală: Roma Descoperit: jud. Olt, com. Orlea, Gura Padinii, În curtea lui Ciucă Florea Material: argint                            | Descriere avers: Capul Romei, cu coif, spre dr., cu buclă pe umărul st.; în spate, ROMA. C.p. Descriere revers: Victorie în quadrigă spre dr. ține hățurile cu ambele mâini și ramură de palmier în mâna st.; deasupra, o cunună; dedesubt, X; în exergă, M. TVLLI. C.p. Descriere exergă: M. TVLLI Legendă revers: X | Muzeul de Arheologie și Etnografie, Corabia | Cimec    |
|      | Denar                                      | Datare: 120 a.Chr. Școală: Roma Descoperit: jud. Olt, com. Orlea, Gura Padinii, În curtea lui Ciucă Florea Material: argint                            | Descriere avers: Capul Romei, cu coif, spre dr., cu buclă pe umărul st.; în spate, ROMA. C.p. Descriere revers: Victorie în quadrigă spre dr. ține hățurile cu ambele mâini și ramură de palmier în mâna st.; deasupra, o cunună; dedesubt, X; în exergă, M. TVLLI. C.p. Descriere exergă: M. TVLLI Legendă revers: X | Muzeul de Arheologie și Etnografie, Corabia | Cimec    |
|      | Denar                                      | Datare: 120 a.Chr. Școală: Roma Descoperit: jud. Olt, com. Orlea, Gura Padinii, În curtea lui Ciucă Florea Material: argint                            | Descriere avers: Capul Romei, cu coif, spre dr., cu buclă pe umărul st.; în spate, ROMA. C.p. Descriere revers: Victorie în quadrigă spre dr. ține hățurile cu ambele mâini și ramură de palmier în mâna st.; deasupra, o cunună; dedesubt, X; în exergă, M. TVLLI. C.p. Descriere exergă: M. TVLLI Legendă revers: X | Muzeul de Arheologie și Etnografie, Corabia | Cimec    |
|      | Denar                                      | Datare: 120 a.Chr. Școală: Roma Descoperit: jud. Olt, com. Orlea, Gura Padinii, În curtea lui Ciucă Florea Material: argint                            | Descriere avers: Capul Romei, cu coif, spre dr., cu buclă pe umărul st.; în spate, ROMA. C.p. Descriere revers: Victorie în quadrigă spre dr. ține hățurile cu ambele mâini și ramură de palmier în mâna st.; deasupra, o cunună; dedesubt, X; în exergă, M. TVLLI. C.p. Descriere exergă: M. TVLLI Legendă revers: X | Muzeul de Arheologie și Etnografie, Corabia | Cimec    |
|      | Denar                                      | Datare: 120 a.Chr. Școală: Roma Descoperit: jud. Olt, com. Orlea, Gura Padinii, În curtea lui Ciucă Florea Material: argint                            | Descriere avers: Capul Romei, cu coif, spre dr., cu buclă pe umărul st.; în spate, ROMA. C.p. Descriere revers: Victorie în quadrigă spre dr. ține hățurile cu ambele mâini și ramură de palmier în mâna st.; deasupra, o cunună; dedesubt, X; în exergă, M. TVLLI. C.p. Descriere exergă: M. TVLLI Legendă revers: X | Muzeul de Arheologie și Etnografie, Corabia | Cimec    |
|      | Denar                                      | Datare: 119 a.Chr. Școală: Roma Descoperit: jud. Olt, com. Orlea, Gura Padinii, În curtea lui Ciucă Florea Material: argint                            | Descriere avers: Capul laureat al lui Janus; legendă circulară, M. FOVRI L.F. C.p. Descriere revers: Roma (purtând coif corintian) spre st. ține sceptru în st. și încoronează un trofeu cu dr.; deasupra, steluță; în spate, ROMA; trofeul are în vârf un coif, în formă de cap de mistreț și este flancat de către un scut și o carnyx; în exergă, HLI. C.p. Descriere exergă: HLI Legendă revers: ROMA | Muzeul de Arheologie și Etnografie, Corabia | Cimec    |
|      | Denar                                      | Datare: 119 a.Chr. Școală: Roma Descoperit: jud. Olt, com. Orlea, Gura Padinii, În curtea lui Ciucă Florea Material: argint                            | Descriere avers: Capul laureat al lui Janus; legendă circulară, M. FOVRI L.F. C.p. Descriere revers: Roma (purtând coif corintian) spre st. ține sceptru în st. și încoronează un trofeu cu dr.; deasupra, steluță; în spate, ROMA; trofeul are în vârf un coif, în formă de cap de mistreț și este flancat de către un scut și o carnyx; în exergă, HLI. C.p. Descriere exergă: HLI Legendă revers: ROMA | Muzeul de Arheologie și Etnografie, Corabia | Cimec    |
|      | Denar                                      | Datare: 119 a.Chr. Școală: Roma Descoperit: jud. Olt, com. Orlea, Gura Padinii, În curtea lui Ciucă Florea Material: argint                            | Descriere avers: Capul laureat al lui Janus; legendă circulară, M. FOVRI L.F. C.p. Descriere revers: Roma (purtând coif corintian) spre st. ține sceptru în st. și încoronează un trofeu cu dr.; deasupra, steluță; în spate, ROMA; trofeul are în vârf un coif, în formă de cap de mistreț și este flancat de către un scut și o carnyx; în exergă, HLI. C.p. Descriere exergă: HLI Legendă revers: ROMA | Muzeul de Arheologie și Etnografie, Corabia | Cimec    |
|      | Denar                                      | Datare: 119 a.Chr. Școală: Roma Descoperit: jud. Olt, com. Orlea, Gura Padinii, În curtea lui Ciucă Florea Material: argint                            | Descriere avers: Capul laureat al lui Janus; legendă circulară, M. FOVRI L.F. C.p. Descriere revers: Roma (purtând coif corintian) spre st. ține sceptru în st. și încoronează un trofeu cu dr.; deasupra, steluță; în spate, [ROMA]; trofeul are în vârf un coif, în formă de cap de mistreț și este flancat de către un scut și o carnyx; în exergă, [HLI]. C.p. Descriere exergă: [HLI] Legendă revers: [ROMA] | Muzeul de Arheologie și Etnografie, Corabia | Cimec    |
|      | Denar                                      | Datare: 119 a.Chr. Școală: Roma Descoperit: jud. Olt, com. Orlea, Gura Padinii, În curtea lui Ciucă Florea Material: argint                            | Descriere avers: Capul laureat al lui Janus; legendă circulară, M. FOVRI L.F. C.p. Descriere revers: Roma (purtând coif corintian) spre st. ține sceptru în st. și încoronează un trofeu cu dr.; deasupra, steluță; în spate, ROMA; trofeul are în vârf un coif, în formă de cap de mistreț și este flancat de către un scut și o carnyx; în exergă, HLI. C.p. Descriere exergă: HLI Legendă revers: ROMA | Muzeul de Arheologie și Etnografie, Corabia | Cimec    |
|      | Denar                                      | Datare: 119 a.Chr. Școală: Roma Descoperit: jud. Olt, com. Orlea, Gura Padinii, În curtea lui Ciucă Florea Material: argint                            | Descriere avers: Capul laureat al lui Janus; legendă circulară, M. FOVRI L.F. C.p. Descriere revers: Roma (purtând coif corintian) spre st. ține sceptru în st. și încoronează un trofeu cu dr.; deasupra, steluță; în spate, ROMA; trofeul are în vârf un coif, în formă de cap de mistreț și este flancat de către un scut și o carnyx; în exergă, HLI. C.p. Descriere exergă: HLI Legendă revers: ROMA | Muzeul de Arheologie și Etnografie, Corabia | Cimec    |
|      | Denar                                      | Datare: 118 a.Chr. Școală: Narbo Descoperit: jud. Olt, com. Orlea, Gura Padinii, În curtea lui Ciucă Florea Material: argint                           | Descriere avers: Capul Romei cu coif spre dr. ( coiful frigian sau atic); în jur, legendă circulară L. PO/M /P /ONI C NF. C.p. Contramarcă Descriere revers: L. LIC. CN. DOM Legendă revers: Războinic, în bigă spre dr., ține scut, carnix și hățuri în mâna st., aruncă lance cu dr.; în exergă, L. LIC. CN. DOM. C.p. | Muzeul de Arheologie și Etnografie, Corabia | Cimec    |
|      | Denar                                      | Datare: 117 sau 116 a.Chr. Școală: Roma Descoperit: jud. Olt, com. Orlea, Gura Padinii, În curtea lui Ciucă Florea Material: argint                    | Descriere avers: Capul Romei, cu coif, spre dr.; în spate, [ROMA]; în față, X. C.p. Descriere revers: Victorie în bigă spre dr., ține hățuri în mâna st. și o cunună cu dr.; dedesubt, M. CALI[D]; în exergă, Q. ME.C. NF [L.] C.p. Descriere exergă: Q. ME.C. NF [L.] Legendă revers: M. CALID | Muzeul de Arheologie și Etnografie, Corabia | Cimec    |
|      | Denar                                      | Datare: 117 sau 116 a.Chr. Școală: Roma Descoperit: jud. Olt, com. Orlea, Gura Padinii, În curtea lui Ciucă Florea Material: argint                    | Descriere avers: Capul Romei, cu coif, spre dr.; în spate, ROMA; în față, X. C.p. Descriere revers: Victorie în bigă spre dr., ține hățuri în mâna st. și o cunună cu dr.; dedesubt, M. CALI[D]; în exergă, [Q]. ME.C. NF [L.] C.p. Descriere exergă: [Q]. ME.C. NF [L.] Legendă revers: M. CALID | Muzeul de Arheologie și Etnografie, Corabia | Cimec    |
|      | Denar                                      | Datare: 117 sau 116 a.Chr. Școală: Roma Descoperit: jud. Olt, com. Orlea, Gura Padinii, În curtea lui Ciucă Florea Material: argint                    | Descriere avers: Capul Romei, cu coif, spre dr.; în spate, ROMA; în față, [X]. C.p. Descriere revers: Victorie în bigă spre dr., ține hățuri în mâna st. și o cunună cu dr.; dedesubt, M. CALID; în exergă, [Q]. ME.C. NF [L.] C.p. Descriere exergă: [Q]. ME.C. NF [L.] Legendă revers: M. CALID | Muzeul de Arheologie și Etnografie, Corabia | Cimec    |
|      | Denar                                      | Datare: 116 sau 115 a.Chr. Școală: Roma Descoperit: jud. Olt, com. Orlea, Gura Padinii, În curtea lui Ciucă Florea Material: argint                    | Descriere avers: Capul Romei, cu coif, spre dr. și buclă pe umărul st.; în față, ROMA; în spate, X. Descriere revers: Jupiter, în quadrigă spre dr., ține fulger în mâna st. și ramură de laur cu dr.; în exergă, CN.DOMI. Descriere exergă: CN. DOMI | Muzeul de Arheologie și Etnografie, Corabia | Cimec    |
|      | Denar                                      | Datare: 116 sau 115 a.Chr. Școală: Roma Descoperit: jud. Olt, com. Orlea, Gura Padinii, În curtea lui Ciucă Florea Material: argint                    | Descriere avers: Capul Romei, cu coif, spre dr. și buclă pe umărul st.; în față, ROMA; în spate, X. Descriere revers: Jupiter, în quadrigă spre dr., ține fulger în mâna st. și ramură de laur cu dr.; în exergă, CN.DOMI. Descriere exergă: CN. DOMI | Muzeul de Arheologie și Etnografie, Corabia | Cimec    |
|      | Denar                                      | Datare: 116 sau 115 a.Chr. Școală: Roma Descoperit: jud. Olt, com. Orlea, Gura Padinii, În curtea lui Ciucă Florea Material: argint                    | Descriere avers: Capul Romei, cu coif, spre dr. și buclă pe umărul st.; în față, ROMA; în spate, X. Descriere revers: Jupiter, în quadrigă spre dr., ține fulger în mâna st. și ramură de laur cu dr.; în exergă, CN.DOMI. C.p. Descriere exergă: CN. DOMI | Muzeul de Arheologie și Etnografie, Corabia | Cimec    |
|      | Denar                                      | Datare: 116 sau 115 a.Chr. Școală: Roma Descoperit: jud. Olt, com. Orlea, Gura Padinii, În curtea lui Ciucă Florea Material: argint                    | Descriere avers: Capul Romei, cu coif, spre dr. și buclă pe umărul st.; în față, Q. CVRT; în spate, X. Descriere revers: Jupiter, în quadrigă spre dr., ține sceptru pe umărul st. și aruncă cu fulgerul cu dr.; deasupra, lituus; dedesubt, M. SI A; în exergă, ROMA Descriere exergă: ROMA Legendă revers: M. SI A | Muzeul de Arheologie și Etnografie, Corabia | Cimec    |
|      | Denar                                      | Datare: 116 sau 115 a.Chr. Școală: Roma Descoperit: jud. Olt, com. Orlea, Gura Padinii, În curtea lui Ciucă Florea Material: argint                    | Descriere avers: Capul Romei, cu coif, spre dr. și buclă pe umărul st.; în față, Q. CVRT; în spate, X. Descriere revers: Jupiter, în quadrigă spre dr., ține sceptru pe umărul st. și aruncă cu fulgerul cu dr.; deasupra, lituus; dedesubt, M. SI A; în exergă, ROMA Descriere exergă: ROMA Legendă revers: M. SI A | Muzeul de Arheologie și Etnografie, Corabia | Cimec    |
|      | Denar                                      | Datare: 116 sau 115 a.Chr. Școală: Roma Descoperit: jud. Olt, com. Orlea, Gura Padinii, În curtea lui Ciucă Florea Material: argint                    | Descriere avers: Capul Romei, cu coif, spre dr.; în față, [EX.S.C.]; în spate, ROMA și X. C.p. Descriere revers: Călăreț spre st., ține spadă și un cap retezat în mâna st.; în față, Q; dedesubt, [M.] SERGI; în exergă, [SI]LVS. C.p. Descriere exergă: [SI]LVS Legendă revers: Q [M] SERGI | Muzeul de Arheologie și Etnografie, Corabia | Cimec    |
|      | Denar                                      | Datare: 115 sau 114 a.Chr. Școală: Roma Descoperit: jud. Olt, com. Orlea, Gura Padinii, În curtea lui Ciucă Florea Material: argint                    | Descriere avers: Capul Romei, cu coif (corintian înaripat și crinieră lungă) spre dr. și buclă pe umărul st.; dedesubt, ROMA; în spate, X. C.p. Descriere revers: Roma cu coif corintian, șezând spre dr. pe o grămadă de scuturi și ținând un sceptru în mâna st. privește lupoaica ce alăptează pe Romulus și Remus; la picioarele Romei, lângă grămada de scuturi, un coif; în câmpul dr. și în cel st. câte o pasăre în zbor. | Muzeul de Arheologie și Etnografie, Corabia | Cimec    |
|      | Denar                                      | Datare: 115 sau 114 a.Chr. Școală: Roma Descoperit: jud. Olt, com. Orlea, Gura Padinii, În curtea lui Ciucă Florea Material: argint                    | Descriere avers: Capul Romei, cu coif (corintian înaripat și crinieră lungă) spre dr. și buclă pe umărul st.; dedesubt, ROMA; în spate, X. C.p. Descriere revers: Roma cu coif corintian, șezând spre dr. pe o grămadă de scuturi și ținând un sceptru în mâna st. privește lupoaica ce alăptează pe Romulus și Remus; la picioarele Romei, lângă grămada de scuturi, un coif; în câmpul dr. și în cel st. câte o pasăre în zbor. | Muzeul de Arheologie și Etnografie, Corabia | Cimec    |
|      | Denar                                      | Datare: 115 sau 114 a.Chr. Școală: Roma Descoperit: jud. Olt, com. Orlea, Gura Padinii, În curtea lui Ciucă Florea Material: argint                    | Descriere avers: Capul Romei, cu coif (corintian înaripat și crinieră lungă) spre dr. și buclă pe umărul st.; dedesubt, ROMA; în spate, X. C.p. Descriere revers: Roma cu coif corintian, șezând spre dr. pe o grămadă de scuturi și ținând un sceptru în mâna st. privește lupoaica ce alăptează pe Romulus și Remus; la picioarele Romei, lângă grămada de scuturi, un coif; în câmpul dr. și în cel st. câte o pasăre în zbor. | Muzeul de Arheologie și Etnografie, Corabia | Cimec    |
|      | Denar                                      | Datare: 115 sau 114 a.Chr. Școală: Roma Descoperit: jud. Olt, com. Orlea, Gura Padinii, În curtea lui Ciucă Florea Material: argint                    | Descriere avers: Capul Romei, cu coif (corintian înaripat și crinieră lungă) spre dr. și buclă pe umărul st.; dedesubt, ROMA; în spate, X. C.p. Descriere revers: Roma cu coif corintian, șezând spre dr. pe o grămadă de scuturi și ținând un sceptru în mâna st. privește lupoaica ce alăptează pe Romulus și Remus; la picioarele Romei, lângă grămada de scuturi, un coif; în câmpul dr. și în cel st. câte o pasăre în zbor. | Muzeul de Arheologie și Etnografie, Corabia | Cimec    |
|      | Denar                                      | Datare: 115 sau 114 a.Chr. Descoperit: jud. Olt, com. Orlea, Gura Padinii, În curtea lui Ciucă Florea Material: argint                                 | Descriere avers: Capul Romei, cu coif, spre dr.; în față, [M. CI]PI.MF; în spate, X. C.p. Descriere revers: Victorie, în bigă, spre dr., ține hățuri în mâna st. și ramură de palmier în mâna dr.; dedesubt, cârmă; în exergă, [ROMA]. C.p. Descriere exergă: [ROMA] | Muzeul de Arheologie și Etnografie, Corabia | Cimec    |
|      | Denar                                      | Datare: 115 sau 114 a.Chr. Școală: Roma Descoperit: jud. Olt, com. Orlea, Gura Padinii, În curtea lui Ciucă Florea Material: argint                    | Descriere avers: Capul Romei, cu coif, spre dr.; în față, M. CIPI.MF; în spate, X. Contramarcă. C.p. Descriere revers: Victorie, în bigă, spre dr., ține hățuri în mâna st. și ramură de palmier în mâna dr.; dedesubt, cârmă; în exergă, ROMA. C.p. Descriere exergă: [ROMA] | Muzeul de Arheologie și Etnografie, Corabia | Cimec    |
|      | Denar                                      | Datare: 114 sau 113 a.Chr. Școală: Roma Descoperit: jud. Olt, com. Orlea, Gura Padinii, În curtea lui Ciucă Florea Material: argint                    | Descriere avers: Capul janiform, laureat, al Dioscurilor; la st. marcă de control, B; la dr., X. C.p. Descriere revers: Navă, spre st.; deasupra, C. FON; dedesubt, ROMA. C.p. Legendă revers: C.F.ON ROMA | Muzeul de Arheologie și Etnografie, Corabia | Cimec    |
|      | Denar                                      | Datare: 114 sau 113 a.Chr. Școală: Roma Descoperit: jud. Olt, com. Orlea, Gura Padinii, În curtea lui Ciucă Florea Material: argint                    | Descriere avers: Capul janiform, laureat, al Dioscurilor; la st. marcă de control, C; la dr., X; dedesubt, două puncte, .. C.p. Descriere revers: Navă, spre st.; deasupra, C.F ON; dedesubt, [ROMA]. C.p. Legendă revers: C.F.ON [ROMA] | Muzeul de Arheologie și Etnografie, Corabia | Cimec    |
|      | Denar                                      | Datare: 114 sau 113 a.Chr. Școală: Roma Descoperit: jud. Olt, com. Orlea, Gura Padinii, În curtea lui Ciucă Florea Material: argint                    | Descriere avers: Cap feminin (Roma ?), laureat, diademat spre dr.; bust drapat; în față, ROM; în spate, X.C.p. Descriere revers: Un arc de triumf, care susține o statuie ce reprezintă un călăreț, purtând cuirasă și ținând o lance în mâna dr.; legendă circulară, [M/] AEMILIO; între arcade, LEP. C.p. Legendă revers: [M/] AEMILIO LEP | Muzeul de Arheologie și Etnografie, Corabia | Cimec    |
|      | Denar                                      | Datare: 114 sau 113 a.Chr. Școală: Roma Descoperit: jud. Olt, com. Orlea, Gura Padinii, În curtea lui Ciucă Florea Material: argint                    | Descriere avers: Cap feminin (Roma ?), laureat, diademat spre dr.; bust drapat; în față, ROM; în spate, X.C.p. Descriere revers: Un arc de triumf, care susține o statuie ce reprezintă un călăreț, purtând cuirasă și ținând o cunună și o lance în mâna dr.; legendă circulară, M/ AE[MI]LI[O]; între arcade, LEP. C.p. Legendă revers: M/ AE[MI]LI[O] LEP | Muzeul de Arheologie și Etnografie, Corabia | Cimec    |
|      | Denar                                      | Datare: 114 sau 113 a.Chr. Școală: Roma Descoperit: jud. Olt, com. Orlea, Gura Padinii, În curtea lui Ciucă Florea Material: argint                    | Descriere avers: Cap feminin (Roma ?), laureat, diademat spre dr.; bust drapat; în față, [RO] M; în spate, X.C.p. Descriere revers: Un arc de triumf, care susține o statuie ce reprezintă un călăreț, purtând cuirasă și ținând o lance în mâna dr.; legendă circulară, M/ AEMILIO; între arcade, LEP. C.p. Legendă revers: M/ AEMILIO LEP | Muzeul de Arheologie și Etnografie, Corabia | Cimec    |
|      | Denar                                      | Datare: 112 sau 111 a.Chr. Școală: Roma Descoperit: jud. Olt, com. Orlea, Gura Padinii, În curtea lui Ciucă Florea Material: argint                    | Descriere avers: Capul lui Marte, spre dr., cu coif corintian; deasupra, X; în față, C.N. B[LASIO CN.F]; în spate, proră. C.p. Descriere revers: Jupiter, în picioare, între Junona și Minerva, ține sceptru și fulger; Junona ține sceptru în mâna dr. iar Minerva ține sceptru în stânga și cu dr. îl încununează pe Jupiter; în câmp, Π în exergă, ROMA. C.p. Descriere exergă: ROMA Legendă revers: Π | Muzeul de Arheologie și Etnografie, Corabia | Cimec    |
|      | Denar                                      | Datare: 111 sau 110 a.Chr. Școală: Roma Descoperit: jud. Olt, com. Orlea, Gura Padinii, În curtea lui Ciucă Florea Material: argint                    | Descriere avers: Capul Romei, cu coif, spre dr.; în spate, [pătrat cu laturile rotunjite]. C.p. Descriere revers: Victorie, în trigă spre dr., ține hățuri cu ambele mâini; în exergă, AP.CL.T. M.Q. V. C.p. Descriere exergă: AP.CL.T. M.Q. V. | Muzeul de Arheologie și Etnografie, Corabia | Cimec    |
|      | Denar                                      | Datare: 111 sau 110 a.Chr. Școală: Roma Descoperit: jud. Olt, com. Orlea, Gura Padinii, În curtea lui Ciucă Florea Material: argint                    | Descriere avers: Capul Romei, cu coif, spre dr.; în spate, pătrat cu laturile rotunjite. C.p. Descriere revers: Victorie, în trigă spre dr., ține hățuri cu ambele mâini; în exergă, AP.CL.T. M.[Q. V]. C.p. Descriere exergă: AP.CL.T. M.[Q. V.] | Muzeul de Arheologie și Etnografie, Corabia | Cimec    |
|      | Denar                                      | Datare: 111 sau 110 a.Chr. Școală: Roma Descoperit: jud. Olt, com. Orlea, Gura Padinii, În curtea lui Ciucă Florea Material: argint                    | Descriere avers: Capul Romei, cu coif, spre dr.; în spate, pătrat cu laturile rotunjite. C.p. Descriere revers: Victorie, în trigă spre dr., ține hățuri cu ambele mâini; în exergă, T. M. AP.CL.T. M.Q. V. C.p. Descriere exergă: T. M. AP.CL.T. M.Q. V | Muzeul de Arheologie și Etnografie, Corabia | Cimec    |
|      | Denar                                      | Datare: 111 sau 110 a.Chr. Școală: Roma Descoperit: jud. Olt, com. Orlea, Gura Padinii, În curtea lui Ciucă Florea Material: argint                    | Descriere avers: Capul Romei, cu coif, spre dr.; în spate, pătrat cu laturile rotunjite. C.p. Descriere revers: Victorie, în trigă spre dr., ține hățuri cu ambele mâini; în exergă, T. M. AP.CL.Q. V. C.p. Descriere exergă: T. M. AP.CL.Q. V | Muzeul de Arheologie și Etnografie, Corabia | Cimec    |
|      | Denar                                      | Datare: 111 sau 110 a.Chr. Școală: Roma Descoperit: jud. Olt, com. Orlea, Gura Padinii, În curtea lui Ciucă Florea Material: argint                    | Descriere avers: Capul Romei, cu coif, spre dr.; în spate, pătrat cu laturile rotunjite. C.p. Descriere revers: Victorie, în trigă spre dr., ține hățuri cu ambele mâini; în exergă, AP.CL.T. M.Q. V. C.p. Descriere exergă: AP.CL.T. M.Q. V | Muzeul de Arheologie și Etnografie, Corabia | Cimec    |
|      | Denar                                      | Datare: 110 sau 109 a.Chr. Școală: Roma Descoperit: jud. Olt, com. Orlea, Gura Padinii, În curtea lui Ciucă Florea Material: argint                    | Descriere avers: Capul Romei, cu coif, spre dr. (coiful decorat cu dispozitiv circular). C.p. Descriere revers: Victorie, în trigă spre dr., ține hățuri cu ambele mâini; în exergă, C. PVLCHER. C.p. Descriere exergă: C. PVLCHER | Muzeul de Arheologie și Etnografie, Corabia | Cimec    |
|      | Denar                                      | Datare: 110 sau 109 a.Chr. Școală: Roma Descoperit: jud. Olt, com. Orlea, Gura Padinii, În curtea lui Ciucă Florea Material: argint                    | Descriere avers: Capul Romei, cu coif, spre dr.; sus, ROMA; în spate, P. L. Æ CA; în față, X. C.p. Descriere revers: Figură în haine militare la stânga, cu mâna dr. ridicată; la st., figură în togă, gesticulând cu mâna st.; la dr., o persoană publică având o vergea în mâna dr. și două vergele în mâna st.; în exergă, PROVOCO. C.p. Descriere exergă: PROVOCO | Muzeul de Arheologie și Etnografie, Corabia | Cimec    |
|      | Denar                                      | Datare: 109 sau 108 a.Chr. Școală: Roma Descoperit: jud. Olt, com. Orlea, Gura Padinii, În curtea lui Ciucă Florea Material: argint                    | Descriere avers: Capul Romei, cu coif, spre dr.; în spate, ROMA; în față, X. C.p. Descriere revers: Victorie, în bigă, spre dr., ține hățuri în mâna st. și o cunună în dr.; dedesubt, L. FLAMIN[I]; în exergă, CILO. C.p. Descriere exergă: CILO Legendă revers: L. FLAMIN[I] | Muzeul de Arheologie și Etnografie, Corabia | Cimec    |
|      | Denar                                      | Datare: 109 sau 108 a.Chr. Școală: Roma Descoperit: jud. Olt, com. Orlea, Gura Padinii, În curtea lui Ciucă Florea Material: argint                    | Descriere avers: Capul Romei, cu coif, spre dr.; în spate, ROMA; în față, X. C.p. Descriere revers: Victorie, în bigă, spre dr., ține hățuri în mâna st. și o cunună în dr.; dedesubt, L. FLAMINI; în exergă, CILO. C.p. Descriere exergă: CILO Legendă revers: L. FLAMINI | Muzeul de Arheologie și Etnografie, Corabia | Cimec    |
|      | Denar                                      | Datare: 109 sau 108 a.Chr. Școală: Roma Descoperit: jud. Olt, com. Orlea, Gura Padinii, În curtea lui Ciucă Florea Material: argint                    | Descriere avers: Capul Romei, cu coif, spre dr.; în spate, [ROMA]; în față, X. C.p. Contramarcă ? Descriere revers: Victorie, în bigă, spre dr., ține hățuri în mâna st. și o cunună în dr.; dedesubt, L. FLAM[INI]; în exergă, [CILO]. C.p. Descriere exergă: [CILO] Legendă revers: L. FLAM[INI] | Muzeul de Arheologie și Etnografie, Corabia | Cimec    |
|      | Denar                                      | Datare: 109 sau 108 a.Chr. Școală: Roma Descoperit: jud. Olt, com. Orlea, Gura Padinii, În curtea lui Ciucă Florea Material: argint                    | Descriere avers: Capul Romei, cu coif, spre dr.; în spate, [RO]MA; în față, X. C.p. Descriere revers: Victorie, în bigă, spre dr., ține hățuri în mâna st. și o cunună în dr.; dedesubt, L. FLAMI[NI]; în exergă, CILO. C.p. Descriere exergă: CILO Legendă revers: L. FLAMI[NI] | Muzeul de Arheologie și Etnografie, Corabia | Cimec    |
|      | Denar                                      | Datare: 109 sau 108 a.Chr. Școală: Roma Descoperit: jud. Olt, com. Orlea, Gura Padinii, În curtea lui Ciucă Florea Material: argint                    | Descriere avers: Capul Romei, cu coif, spre dr.; în spate, ROMA; în față, X. C.p. Descriere revers: Victorie, în bigă, spre dr., ține hățuri în mâna st. și o cunună în dr.; dedesubt, L. FLAMINI; în exergă, CILO. C.p. Descriere exergă: CILO Legendă revers: L. FLAMINI | Muzeul de Arheologie și Etnografie, Corabia | Cimec    |
|      | Denar                                      | Datare: 109 sau 108 a.Chr. Școală: Roma Descoperit: jud. Olt, com. Orlea, Gura Padinii, În curtea lui Ciucă Florea Material: argint                    | Descriere avers: Cap de tânăr, spre dr., purtând cunună de stejar (Apollo ?); în față, X. C.p. Descriere revers: Dioscurii, în picioare, din față, flancați de cai, țin sulițe; în exergă, L.MEM[MI]. C.p. Descriere exergă: L. MEM[MI] | Muzeul de Arheologie și Etnografie, Corabia | Cimec    |
|      | Denar                                      | Datare: 109 sau 108 a.Chr. Școală: Roma Descoperit: jud. Olt, com. Orlea, Gura Padinii, În curtea lui Ciucă Florea Material: argint                    | Descriere avers: Cap de tânăr, spre dr., purtând cunună de stejar (Apollo ?); în față, X. C.p. Descriere revers: Dioscurii, în picioare, din față, flancați de cai, țin sulițe; în exergă, L.[M.]EMMI. C.p. Descriere exergă: L.[M.]EMMI | Muzeul de Arheologie și Etnografie, Corabia | Cimec    |
|      | Denar                                      | Datare: 109 sau 108 a.Chr. Școală: Roma Descoperit: jud. Olt, com. Orlea, Gura Padinii, În curtea lui Ciucă Florea Material: argint                    | Descriere avers: Cap lui Sol spre st.; în față, X. C.p. Descriere revers: Luna în bigă spre dr., ținând hățurile cu ambele mâini; sus, trei stele; jos, o stea și W. AQVIL; în exergă, ROMA. C.p Descriere exergă: ROMA Legendă revers: W. AQVIL | Muzeul de Arheologie și Etnografie, Corabia | Cimec    |
|      | Denar                                      | Datare: 108 sau 107 a.Chr. Școală: Roma Descoperit: jud. Olt, com. Orlea, Gura Padinii, În curtea lui Ciucă Florea Material: argint                    | Descriere avers: Bustul Victoriei spre dr., drapată; în față, marcă de control, X. C.p. Descriere revers: Mars întors spre st. purtând o lance cu vârful rotund în mâna st. și un trofeu de cealaltă parte, pe umărul st.; în față, apex; în spate, spic de grâu; la st., L. VALERI. C.p. Descriere exergă: L. VALERI | Muzeul de Arheologie și Etnografie, Corabia | Cimec    |
|      | Denar                                      | Datare: 108 sau 107 a.Chr. Școală: Roma Descoperit: jud. Olt, com. Orlea, Gura Padinii, În curtea lui Ciucă Florea Material: argint                    | Descriere avers: Capul lui Pietas spre dr., diademată; în spate, PIETĀS; în față, marcă de control. C.p. Descriere revers: Unul din cei doi frați din Catane-Sicilia, Amphinomos sau Asiapias, purtându-și tatăl pe umeri și fugind spre dr.; la st. M. HERENNI. C.p. Legendă revers: M. HERENINI | Muzeul de Arheologie și Etnografie, Corabia | Cimec    |
|      | Denar                                      | Datare: 108 sau 107 a.Chr. Școală: Roma Descoperit: jud. Olt, com. Orlea, Gura Padinii, În curtea lui Ciucă Florea Material: argint                    | Descriere avers: Capul lui Pietas spre dr., diademată; în spate, [P]IEĀS. C.p. Descriere revers: Unul din cei doi frați din Catane-Sicilia, Amphinomos sau Asiapias, purtându-și tatăl pe umeri și fugind spre dr.; la st. M. HERENNI; în față, marcă de control, X. C.p. Legendă revers: M. HERENINI X | Muzeul de Arheologie și Etnografie, Corabia | Cimec    |
|      | Denar                                      | Datare: 106 a.Chr. Școală: Roma Descoperit: jud. Olt, com. Orlea, Gura Padinii, În curtea lui Ciucă Florea Material: argint                            | Descriere avers: Capul lui Jupiter, laureat, spre st. C.p. Descriere revers: Jupiter în quadrigă spre dr., ține sceptru și hățuri și aruncă cu fulgerul cu dr.; deasupra, marcă de control, K ; în exergă, L. SCIP. ASIAG. C.p. Descriere exergă: L. SCIP ASIAG Legendă revers: K | Muzeul de Arheologie și Etnografie, Corabia | Cimec    |
|      | Denar                                      | Datare: 105 a.Chr. Școală: Roma Descoperit: jud. Olt, com. Orlea, Gura Padinii, În curtea lui Ciucă Florea Material: argint                            | Descriere avers: Capul zeiței Juno Sospita, spre dr., purtând pe cap pielea de capră; în spate, I.S.M.R. (Juno Sospes Magna Regina). C.p. Descriere revers: Bou fugind spre dr.; deasupra, marcă de control, Â; dedesubt, L. THORIVS; în exergă, BALBVS. C.p. Descriere exergă: BALBVS Legendă revers: Â L. THORIVS | Muzeul de Arheologie și Etnografie, Corabia | Cimec    |
|      | Denar                                      | Datare: 105 a.Chr. Școală: Roma Descoperit: jud. Olt, com. Orlea, Gura Padinii, În curtea lui Ciucă Florea Material: argint                            | Descriere avers: Capul zeiței Juno Sospita, spre dr., purtând pe cap pielea de capră; în spate, I.S.M.R. (Juno Sospes Magna Regina). C.p. Descriere revers: Bou fugind spre dr.; deasupra, marcă de control, Q; dedesubt, L. THORIVS; în exergă, BALBVS. C.p. Descriere exergă: BALBVS Legendă revers: Q. L. THORIVS | Muzeul de Arheologie și Etnografie, Corabia | Cimec    |
|      | Denar                                      | Datare: 105 a.Chr. Școală: Roma Descoperit: jud. Olt, com. Orlea, Gura Padinii, În curtea lui Ciucă Florea Material: argint                            | Descriere avers: Capul zeiței Juno Sospita, spre dr., purtând pe cap pielea de capră; în spate, I.S.M.R. (Juno Sospes Magna Regina). C.p. Descriere revers: Bou fugind spre dr.; deasupra, marcă de control, C; dedesubt, L. THORIVS; în exergă, BALBV[S]. C.p. Descriere exergă: BALBVS[] Legendă revers: C. L. THORIVS | Muzeul de Arheologie și Etnografie, Corabia | Cimec    |
|      | Denar                                      | Datare: 104 a.Chr. Școală: Roma Descoperit: jud. Olt, com. Orlea, Gura Padinii, În curtea lui Ciucă Florea Material: argint                            | Descriere avers: Capul Romei, cu coif, spre st. C.p. Descriere revers: Saturn în quadrigă, spre dr., ține hățuri în mâna st. și harpa în dr.; dedesubt, marcă de control Â.; în exergă, L. SATVRN. C.p. Descriere exergă: L. SATVRN Legendă revers: Â | Muzeul de Arheologie și Etnografie, Corabia | Cimec    |
|      | Denar                                      | Datare: 104 a.Chr. Școală: Roma Descoperit: jud. Olt, com. Orlea, Gura Padinii, În curtea lui Ciucă Florea Material: argint                            | Descriere avers: Capul Romei, cu coif, spre st. C.p. Descriere revers: Victorie în bigă, spre st. ține hățuri cu ambele mâini; dedesubt, CALD; în exergă, marcă de control, :D:. C.p. Descriere exergă: :D: Legendă revers: CALD | Muzeul de Arheologie și Etnografie, Corabia | Cimec    |
|      | Denar                                      | Datare: 103 a.Chr. Școală: Roma Descoperit: jud. Olt, com. Orlea, Gura Padinii, În curtea lui Ciucă Florea Material: argint                            | Descriere avers: Capul lui Marte, cu coif, spre st. (coiful cu creasta mai lungă și cu pană în aceeași parte). C.p. Descriere revers: Soldat roman luptând cu un barbar pentru a-și proteja un camarad doborât; în exergă, Q. HERM MF. C.p. Descriere exergă: Q. HERM MF | Muzeul de Arheologie și Etnografie, Corabia | Cimec    |
|      | Denar                                      | Datare: 103 a.Chr. Școală: Roma Descoperit: jud. Olt, com. Orlea, Gura Padinii, În curtea lui Ciucă Florea Material: argint                            | Descriere avers: Capul lui Marte, cu coif, spre st. (coiful cu creasta mai lungă și cu pană în aceeași parte). C.p. Descriere revers: Soldat roman luptând cu un barbar pentru a-și proteja un camarad doborât; în exergă, [Q]. HERM MF. C.p. Descriere exergă: [Q]. HERM MF | Muzeul de Arheologie și Etnografie, Corabia | Cimec    |
|      | Denar                                      | Datare: 102 a.Chr. Școală: Roma Descoperit: jud. Olt, com. Orlea, Gura Padinii, În curtea lui Ciucă Florea Material: argint                            | Descriere avers: Bustul lui Cybele spre dr., purtând văl și corona muralis; în spate, marcă de control, P. C.p. Descriere revers: Victorie în bigă, spre dr., ține hățuri în mâna st. și nuia în dr.; dedesubt, pasăre; în exergă, C. FABI.C.F. C.p. Descriere exergă: C. FABI.C.F | Muzeul de Arheologie și Etnografie, Corabia | Cimec    |
|      | Denar                                      | Datare: 101 a.Chr. Școală: Roma Descoperit: jud. Olt, com. Orlea, Gura Padinii, În curtea lui Ciucă Florea Material: argint                            | Descriere avers: Capul Romei, cu coif, spre dr.; în spate, un spic. C.p. Descriere revers: Victorie în bigă, spre dr., ține hățuri cu ambele mâini; dedesubt, L. IVLI. C.p. Legendă revers: L. IVLI | Muzeul de Arheologie și Etnografie, Corabia | Cimec    |
|      | Denar                                      | Datare: 101 a.Chr. Școală: Roma Descoperit: jud. Olt, com. Orlea, Gura Padinii, În curtea lui Ciucă Florea Material: argint                            | Descriere avers: Capul Romei, cu coif, spre dr.; în spate, PV. Totul într-o cunună de laur. C.p. Descriere revers: Victorie în bigă, spre dr., ține hățuri în mâna st. și bici în dr.; dedesubt, M. LVCILI; deasupra, RVF. C.p. Legendă revers: M. LVCILI RVF | Muzeul de Arheologie și Etnografie, Corabia | Cimec    |
|      | Denar                                      | Datare: 101 a.Chr. Școală: Roma Descoperit: jud. Olt, com. Orlea, Gura Padinii, În curtea lui Ciucă Florea Material: argint                            | Descriere avers: Capul Romei, cu coif, spre dr.; în spate, PV. Totul într-o cunună de laur. C.p. Descriere revers: Victorie în bigă, spre dr., ține hățuri în mâna st. și bici în dr.; dedesubt, M. LVCILI; deasupra, RVF. C.p. Legendă revers: M. LVCILI RVF | Muzeul de Arheologie și Etnografie, Corabia | Cimec    |
|      | Denar                                      | Datare: 101 a.Chr. Școală: Roma Descoperit: jud. Olt, com. Orlea, Gura Padinii, În curtea lui Ciucă Florea Material: argint                            | Descriere avers: Capul Romei, cu coif, spre dr.; în spate, [ARG.PVB.] C.p. Descriere revers: Jupiter în quadrigă, spre dr., ține fulger și hățuri în mâna st. și sceptru în dr.; deasupra, marcă de control, F; în exergă, [L.S] ENTI.[C.F.]. C.p. Descriere exergă: [L.S] ENTI.[C.F.] Legendă revers: F | Muzeul de Arheologie și Etnografie, Corabia | Cimec    |
|      | Denar                                      | Datare: 96 a.Chr. Școală: Roma Descoperit: jud. Olt, com. Orlea, Gura Padinii, În curtea lui Ciucă Florea Material: argint                             | Descriere avers: Capul lui Apollo laureat, spre dr.; în față, A.ALB.S.F; în spate, L.METEL. C.p. Descriere revers: Roma, șezând pe un maldăr de scuturi, ține sabie în st. și suliță în dr. La dr., o Victorie o încoronează; la st., C.MAL; în exergă, ROMA. C.p. Descriere exergă: ROMA Legendă revers: C.MAL | Muzeul de Arheologie și Etnografie, Corabia | Cimec    |
|      | Denar                                      | Datare: 91 a.Chr. Școală: Roma Descoperit: jud. Olt, com. Orlea, Gura Padinii, În curtea lui Ciucă Florea Material: argint                             | Descriere avers: Capul Romei, cu coif, spre dr.; în spate, marcă de control, B. C.p. Descriere revers: Victorie în bigă, spre dr., ține hățuri cu ambele mâini; deasupra, marcă de control, XXVII; în exergă, D. SILANVS L.[F.] ROMA. C.p. Descriere exergă: D. SILANVS L.[F.] ROMA Legendă revers: XXVII | Muzeul de Arheologie și Etnografie, Corabia | Cimec    |
|      | Denar                                      | Datare: 91 a.Chr. Școală: Roma Descoperit: jud. Olt, com. Orlea, Gura Padinii, În curtea lui Ciucă Florea Material: argint                             | Descriere avers: Capul Romei, cu coif, spre dr.; în spate, marcă de control, R ?. C.p. Descriere revers: Victorie în bigă, spre dr., ține hățuri cu ambele mâini; deasupra, marcă de control, V ?; în exergă, [D]. SILANVS L.F. ROMA. C.p. Descriere exergă: [D]. SILANVS L.F. ROMA Legendă revers: V ? | Muzeul de Arheologie și Etnografie, Corabia | Cimec    |
|      | Denar                                      | Datare: 91 a.Chr. Școală: Roma Descoperit: jud. Olt, com. Orlea, Gura Padinii, În curtea lui Ciucă Florea Material: argint                             | Descriere avers: Capul Romei, cu coif, spre dr.; în spate, marcă de control, Q. C.p. Descriere revers: Victorie în bigă, spre dr., ține hățuri cu ambele mâini; deasupra, VII; în exergă, D. SILANVS L.F. ROMA. C.p. Descriere exergă: D. SILANVS L.F. ROMA Legendă revers: VII | Muzeul de Arheologie și Etnografie, Corabia | Cimec    |
|      | Denar                                      | Datare: 91 a.Chr. Școală: Roma Descoperit: jud. Olt, com. Orlea, Gura Padinii, În curtea lui Ciucă Florea Material: argint                             | Descriere avers: Capul Romei, cu coif, spre dr.; în spate, marcă de control, G ?. C.p. Descriere revers: Victorie în bigă, spre dr., ține hățuri cu ambele mâini; deasupra, marcă de control, VII ?; în exergă, D. SILANVS L.F. ROMA. C.p. Descriere exergă: D. SILANVS L.F. ROMA Legendă revers: VII ? | Muzeul de Arheologie și Etnografie, Corabia | Cimec    |
|      | Denar                                      | Datare: 91 a.Chr. Școală: Roma Descoperit: jud. Olt, com. Orlea, Gura Padinii, În curtea lui Ciucă Florea Material: argint                             | Descriere avers: Capul Romei, cu coif, spre dr.; în spate, marcă de control, Q sau O ? ?. C.p. Descriere revers: Victorie în bigă, spre dr., ține hățuri cu ambele mâini; în exergă, D. SILANVS L.[F.] ROMA. C.p. Descriere exergă: D. SILANVS L.[F.] ROMA | Muzeul de Arheologie și Etnografie, Corabia | Cimec    |
|      | Denar                                      | Datare: 91 a.Chr. Școală: Roma Descoperit: jud. Olt, com. Orlea, Gura Padinii, În curtea lui Ciucă Florea Material: argint                             | Descriere avers: Capul Romei, cu coif, spre dr.; în spate, marcă de control, K. C.p. Descriere revers: Victorie în bigă, spre dr., ține hățuri cu ambele mâini; deasupra, XIV; în exergă, D. SILANV[S] ROM[A]. C.p. Descriere exergă: D. SILANV[S] ROM[A] Legendă revers: XIV | Muzeul de Arheologie și Etnografie, Corabia | Cimec    |
|      | Denar                                      | Datare: 91 a.Chr. Școală: Roma Descoperit: jud. Olt, com. Orlea, Gura Padinii, În curtea lui Ciucă Florea Material: argint                             | Descriere avers: Capul Romei, cu coif, spre dr.; în spate, marcă de control, R. C.p. Descriere revers: Victorie în bigă, spre dr., ține hățuri cu ambele mâini; deasupra, XXIX ?; în exergă, [D.] SILANVS L.[F.] ROMA. C.p. Descriere exergă: [D.] SILANVS L.[F.] ROMA Legendă revers: XXIX ? | Muzeul de Arheologie și Etnografie, Corabia | Cimec    |
|      | Denar                                      | Datare: 90 a.Chr. Școală: Roma Descoperit: jud. Olt, com. Orlea, Gura Padinii, În curtea lui Ciucă Florea Material: argint                             | Descriere avers: Capul lui Apollo, laureat, spre dr.; în spate, trei puncte ( …). C.p. Descriere revers: Călăreț spre dr. ținând ramură de palmier; deasupra, C ; dedesubt, L. PISO. FRVGI. C.p. Legendă revers: C L. PISO FRVGI | Muzeul de Arheologie și Etnografie, Corabia | Cimec    |
|      | Denar                                      | Datare: 90 a.Chr. Școală: Roma Descoperit: jud. Olt, com. Orlea, Gura Padinii, În curtea lui Ciucă Florea Material: argint                             | Descriere avers: Capul lui Apollo, laureat, spre dr.; în spate, H; în față, D. C.p. Descriere revers: Călăreț spre dr. ținând ramură de palmier; deasupra, K ; dedesubt, L. PISO. FRVG[I]. C.p. Legendă revers: K L. PISO FRVG[I] | Muzeul de Arheologie și Etnografie, Corabia | Cimec    |
|      | Denar                                      | Datare: 90 a.Chr. Școală: Roma Descoperit: jud. Olt, com. Orlea, Gura Padinii, În curtea lui Ciucă Florea Material: argint                             | Descriere avers: Capul lui Apollo, laureat, spre dr.; în față, P. C.p. Descriere revers: Călăreț spre dr. ținând ramură de palmier; deasupra, pasărea ibis ; dedesubt, L. PISO. FRVGI / ROMA. C.p. Legendă revers: L. PISO FRVGI / ROMA | Muzeul de Arheologie și Etnografie, Corabia | Cimec    |
|      | Denar                                      | Datare: 90 a.Chr. Școală: Roma Descoperit: jud. Olt, com. Orlea, Gura Padinii, În curtea lui Ciucă Florea Material: argint                             | Descriere avers: Capul lui Apollo, laureat, spre dr.; în spate, marcă de control, cap de bou ?; C.p. Descriere revers: Călăreț spre dr. ținând ramură de palmier; dedesubt, L. PISO. FRVGI XII. C.p. Legendă revers: L. PISO FRVGI XII | Muzeul de Arheologie și Etnografie, Corabia | Cimec    |
|      | Denar                                      | Datare: 90 a.Chr. Școală: Roma Descoperit: jud. Olt, com. Orlea, Gura Padinii, În curtea lui Ciucă Florea Material: argint                             | Descriere avers: Capul lui Apollo, laureat, spre dr.; în spate, marcă de control, CXXII C.p. Descriere revers: Călăreț spre dr. ținând ramură de palmier; deasupra, marcă de control, XXXXV; dedesubt, [L.]PISO. FRVGI / ROMA. C.p. Legendă revers: XXXXV | Muzeul de Arheologie și Etnografie, Corabia | Cimec    |
|      | Denar                                      | Datare: 90 a.Chr. Școală: Roma Descoperit: jud. Olt, com. Orlea, Gura Padinii, În curtea lui Ciucă Florea Material: argint                             | Descriere avers: Capul lui Apollo, laureat, spre dr.; în spate, C. (neclar); în față, E. C.p. Descriere revers: Călăreț spre dr. ținând ramură de palmier; deasupra, marcă de control, Q; dedesubt, L.PISO. FRVGI. C.p. Legendă revers: Q L.PISO FRVGI | Muzeul de Arheologie și Etnografie, Corabia | Cimec    |
|      | Denar                                      | Datare: 90 a.Chr. Școală: Roma Descoperit: jud. Olt, com. Orlea, Gura Padinii, În curtea lui Ciucă Florea Material: argint                             | Descriere avers: Capul lui Apollo, spre st.; în spate, I. £. C.p. Descriere revers: Călăreț spre dr. ținând ramură de palmier; dedesubt, L.PISO. FRVGI. C.p. Legendă revers: L.PISO FRVGI X | Muzeul de Arheologie și Etnografie, Corabia | Cimec    |
|      | Denar                                      | Datare: 90 a.Chr. Școală: Roma Descoperit: jud. Olt, com. Orlea, Gura Padinii, În curtea lui Ciucă Florea Material: argint                             | Descriere avers: Capul lui Apollo, spre dr.; în față, marcă de control, un simbol Descriere revers: Călăreț spre dr. ținând ramură de palmier; dedesubt, L.PISO. FRVGI / S: Legendă revers: L.PISO FRVGI S: | Muzeul de Arheologie și Etnografie, Corabia | Cimec    |
|      | Denar                                      | Datare: 90 a.Chr. Școală: Roma Descoperit: jud. Olt, com. Orlea, Gura Padinii, În curtea lui Ciucă Florea Material: argint                             | Descriere avers: Capul lui Liber, spre dr., purtând cunună de iederă. C.p. Descriere revers: Pegasus spre dr; dedesubt, într-o tabletă, Q. TITI. C.p. Legendă revers: Q. TITI | Muzeul de Arheologie și Etnografie, Corabia | Cimec    |
|      | Denar                                      | Datare: 90 a.Chr. Școală: Roma Descoperit: jud. Olt, com. Orlea, Gura Padinii, În curtea lui Ciucă Florea Material: argint                             | Descriere avers: Capul lui Apollo, laureat spre dr.; în spate, PANSA; în față, marcă de control. C.p. Descriere revers: Minerva în quadrigă, spre dr., ține hățuri, [trofeu] și lance; în exergă, [C.VI]BIVS. C.F. C.p. Descriere exergă: [C.VI]BIVS. C.F | Muzeul de Arheologie și Etnografie, Corabia | Cimec    |
|      | Denar                                      | Datare: 90 a.Chr. Școală: Roma Descoperit: jud. Olt, com. Orlea, Gura Padinii, În curtea lui Ciucă Florea Material: argint                             | Descriere avers: Capul lui Apollo, laureat spre dr.; în spate, PANSA; în față, marcă de control. C.p. Descriere revers: Minerva în quadrigă, spre dr., ține hățuri, trofeu și lance; în exergă, C.VIBIVS. [C.F]. C.p. Descriere exergă: C.VIBIVS. [C.F] | Muzeul de Arheologie și Etnografie, Corabia | Cimec    |
|      | Denar                                      | Datare: 90 a.Chr. Școală: Roma Descoperit: jud. Olt, com. Orlea, Gura Padinii, În curtea lui Ciucă Florea Material: argint                             | Descriere avers: Capul lui Apollo, laureat spre dr.; în spate, [PANSA]; în față, marcă de control, F. C.p. Descriere revers: Minerva în quadrigă, spre dr., ține hățuri, trofeu și lance; în exergă, C.VIBIVS. [C.F]. C.p. Descriere exergă: [C].VIBIVS. C.F | Muzeul de Arheologie și Etnografie, Corabia | Cimec    |
|      | Denar                                      | Datare: 90 a.Chr. Școală: Roma Descoperit: jud. Olt, com. Orlea, Gura Padinii, În curtea lui Ciucă Florea Material: argint                             | Descriere avers: Capul lui Apollo, laureat spre dr.; în spate, PAN[SA]; în față, marcă de control, V. C.p. Descriere revers: Minerva în quadrigă, spre dr., ține hățuri, [trofeu] și lance; în exergă, [C.] VIBIVS. C.F. C.p. Descriere exergă: C.VIBIVS. C.F | Muzeul de Arheologie și Etnografie, Corabia | Cimec    |
|      | Denar                                      | Datare: 90 a.Chr. Școală: Roma Descoperit: jud. Olt, com. Orlea, Gura Padinii, În curtea lui Ciucă Florea Material: argint                             | Descriere avers: Capul lui Apollo, laureat spre dr.; în spate, [PANSA]; în față, marcă de control. C.p. Descriere revers: Minerva în quadrigă, spre dr., ține hățuri, [trofeu] și lance; în exergă, [C. VI]BIVS. C.[F]. C.p. Descriere exergă: [C.VI]BIVS. C. [F] | Muzeul de Arheologie și Etnografie, Corabia | Cimec    |
|      | Denar                                      | Datare: 90 a.Chr. Școală: Roma Descoperit: jud. Olt, com. Orlea, Gura Padinii, În curtea lui Ciucă Florea Material: argint                             | Descriere avers: Capul lui Apollo, laureat spre dr.; în spate, PAN[SA]; în față, marcă de control, măciucă ?. C.p. Descriere revers: Minerva în quadrigă, spre dr., ține hățuri, trofeu și lance; în exergă, [C.] VIBIVS. [C.F]. C.p. Descriere exergă: [C.] VIBIVS. [C.F]. [C.F] | Muzeul de Arheologie și Etnografie, Corabia | Cimec    |
|      | Denar                                      | Datare: 90 a.Chr. Școală: Roma Descoperit: jud. Olt, com. Orlea, Gura Padinii, În curtea lui Ciucă Florea Material: argint                             | Descriere avers: Capul lui Apollo, laureat spre dr.; în spate, PANSA; în față, marcă de control, frunză de iederă ?. C.p. Descriere revers: Minerva în quadrigă, spre dr., ține hățuri, trofeu și lance; în exergă, C.VIBI[VS]C.F. C.p. Descriere exergă: C.VIBI[VS]C.F | Muzeul de Arheologie și Etnografie, Corabia | Cimec    |
|      | Denar                                      | Datare: 90 a.Chr. Școală: Roma Descoperit: jud. Olt, com. Orlea, Gura Padinii, În curtea lui Ciucă Florea Material: argint                             | Descriere avers: Capul lui Apollo, laureat spre dr.; în spate, [PANSA]; în față, marcă de control. C.p. Descriere revers: Minerva în quadrigă, spre dr., ține hățuri, trofeu și lance; în exergă, C.VIBIVS.[C.F]. C.p. Descriere exergă: C.VIBIVS.[C.F] | Muzeul de Arheologie și Etnografie, Corabia | Cimec    |
|      | Denar                                      | Datare: 90 a.Chr. Școală: Roma Descoperit: jud. Olt, com. Orlea, Gura Padinii, În curtea lui Ciucă Florea Material: argint                             | Descriere avers: Capul lui Apollo, laureat spre dr.; în spate, PANSA; în față, marcă de control, C. C.p. Descriere revers: Minerva în quadrigă, spre dr., ține hățuri, [trofeu] și lance; în exergă, C.VIBIVS.C.F. C.p. Descriere exergă: C.VIBIVS.C.F | Muzeul de Arheologie și Etnografie, Corabia | Cimec    |
|      | Denar                                      | Datare: 90 a.Chr. Școală: Roma Descoperit: jud. Olt, com. Orlea, Gura Padinii, În curtea lui Ciucă Florea Material: argint                             | Descriere avers: Capul lui Apollo, laureat spre dr.; în spate, PANSA; C.p. Descriere revers: Minerva în quadrigă, spre dr., ține hățuri, [trofeu] și lance; în exergă, C.VIBIV[S.C.F]. C.p. Descriere exergă: C.VIBIV[S.C.F] | Muzeul de Arheologie și Etnografie, Corabia | Cimec    |
|      | Denar                                      | Datare: 90 a.Chr. Școală: Roma Descoperit: jud. Olt, com. Orlea, Gura Padinii, În curtea lui Ciucă Florea Material: argint                             | Descriere avers: Capul lui Apollo, laureat spre dr.; în spate, PANSA; în față, marcă de control, spic de grâu ? C.p. Descriere revers: Minerva în quadrigă, spre dr., ține hățuri, trofeu și lance; în exergă, C.VIBIVS.C.F. C.p. Descriere exergă: C.VIBIVS.C.F | Muzeul de Arheologie și Etnografie, Corabia | Cimec    |
|      | Denar                                      | Datare: 90 a.Chr. Școală: Roma Descoperit: jud. Olt, com. Orlea, Gura Padinii, În curtea lui Ciucă Florea Material: argint                             | Descriere avers: Capul lui Apollo, laureat spre dr.; în spate, PANSA; în față, marcă de control. C.p. Descriere revers: Minerva în quadrigă, spre dr., ține hățuri, trofeu și lance; în exergă, C.VIBIV[S.C.F]. C.p. Descriere exergă: C.VIBIV[S.C.F] | Muzeul de Arheologie și Etnografie, Corabia | Cimec    |
|      | Denar                                      | Datare: 89 a.Chr. Școală: Roma Descoperit: jud. Olt, com. Orlea, Gura Padinii, În curtea lui Ciucă Florea Material: argint                             | Descriere avers: Bust feminin, spre dr., drapat, cu părul legat cu o bandă (Roma ?); în spate, [R]OM; dedesubt, [M. CĀO]. C.p. Descriere revers: Victorie șezând, spre dr., ține patera în mâna dr. și ramură de palmier în st., pe umăr; în exergă, [V]ICRIX. C.p. Descriere exergă: [V]ICRIX | Muzeul de Arheologie și Etnografie, Corabia | Cimec    |
|      | Denar                                      | Datare: 89 a.Chr. Școală: Roma Descoperit: jud. Olt, com. Orlea, Gura Padinii, În curtea lui Ciucă Florea Material: argint                             | Descriere avers: Capul regelui Tatius, cu barbă, spre dr; în față, Ā; în spate, SABIN. C.p. Descriere revers: Răpirea sabinelor; în exergă, L. TITV[RI]. C.p. Descriere exergă: L. TITV[RI] | Muzeul de Arheologie și Etnografie, Corabia | Cimec    |
|      | Denar                                      | Datare: 89 a.Chr. Școală: Roma Descoperit: jud. Olt, com. Orlea, Gura Padinii, În curtea lui Ciucă Florea Material: argint                             | Descriere avers: Capul regelui Tatius, spre dr; în față, Ā; în spate, SABIN. C.p. Descriere revers: Răpirea sabinelor; în exergă, L. TITVRI. C.p. Descriere exergă: L. TITVRI | Muzeul de Arheologie și Etnografie, Corabia | Cimec    |
|      | Denar                                      | Datare: 89 a.Chr. Școală: Roma Descoperit: jud. Olt, com. Orlea, Gura Padinii, În curtea lui Ciucă Florea Material: argint                             | Descriere avers: Capul regelui Tatius, spre dr; în față, ramură de palmier; în spate, SABIN. C.p. Descriere revers: Moartea Tarpeei; deasupra, steluță în semilună; în exergă, L. TITVRI. C.p. Descriere exergă: L. TITVRI | Muzeul de Arheologie și Etnografie, Corabia | Cimec    |
|      | Denar                                      | Datare: 89 a.Chr. Școală: Roma Descoperit: jud. Olt, com. Orlea, Gura Padinii, În curtea lui Ciucă Florea Material: argint                             | Descriere avers: Capul regelui Tatius, spre dr; în față, ramură de palmier; în spate, SABIN. C.p. Descriere revers: Moartea Tarpeei; deasupra, steluță în semilună; în exergă, L. TITVRI. C.p. Descriere exergă: L. TITVRI | Muzeul de Arheologie și Etnografie, Corabia | Cimec    |
|      | Denar                                      | Datare: 89 a.Chr. Școală: Roma Descoperit: jud. Olt, com. Orlea, Gura Padinii, În curtea lui Ciucă Florea Material: argint                             | Descriere avers: Capul regelui Tatius, spre dr; în față, ramură de palmier; în spate, SABIN. C.p. Descriere revers: Moartea Tarpeei; deasupra, steluță în semilună; în exergă, L. TITVR[I]. C.p. Descriere exergă: L. TITVR[I] | Muzeul de Arheologie și Etnografie, Corabia | Cimec    |
|      | Denar                                      | Datare: 89 a.Chr. Școală: Roma Descoperit: jud. Olt, com. Orlea, Gura Padinii, În curtea lui Ciucă Florea Material: argint                             | Descriere avers: Capul regelui Tatius, spre dr; în față, ramură de palmier; în spate, SABIN. C.p. Descriere revers: Moartea Tarpeei; deasupra, steluță în semilună; în exergă, L. TITVRI. C.p. Descriere exergă: L. TITVRI | Muzeul de Arheologie și Etnografie, Corabia | Cimec    |
|      | Denar                                      | Datare: 88 a.Chr. Școală: Roma Descoperit: jud. Olt, com. Orlea, Gura Padinii, În curtea lui Ciucă Florea Material: argint                             | Descriere avers: Capul regelui Tatius, spre dr; în față, A.PV și o ramură de palmier; în spate, [S]ABIN. C.p. Descriere revers: Moartea Tarpeei; deasupra, steluță în semilună; în exergă, [L. ]TITVR[I]. C.p. Descriere exergă: [L. ]TITVR[I] | Muzeul de Arheologie și Etnografie, Corabia | Cimec    |
|      | Denar                                      | Datare: 88 a.Chr. Școală: Roma Descoperit: jud. Olt, com. Orlea, Gura Padinii, În curtea lui Ciucă Florea Material: argint                             | Descriere avers: Marte cu coif corintian, văzut din spate, cu capul întors spre dr., purtând lance pe umărul st. și centiron pe dr. C.p. Descriere revers: Victorie în bigă spre dr., ține hățurile în mâna st. și o cunună în dr.; în exergă, CN. LENT[VL]. C.p. Descriere exergă: CN. LENT[VL] | Muzeul de Arheologie și Etnografie, Corabia | Cimec    |
|      | Denar                                      | Datare: 88 a.Chr. Școală: Roma Descoperit: jud. Olt, com. Orlea, Gura Padinii, În curtea lui Ciucă Florea Material: argint                             | Descriere avers: Ψ Descriere revers: [C.] CENSO Legendă revers: Desultor spre dr., purtând căciulă conică, ține bici în mâna dr.; dedesubt, marcă de control, Ψ; în exergă, [C.] CENSO C.p. | Muzeul de Arheologie și Etnografie, Corabia | Cimec    |
|      | Denar                                      | Datare: 87 a.Chr. Școală: Roma Descoperit: jud. Olt, com. Orlea, Gura Padinii, În curtea lui Ciucă Florea Material: argint                             | Descriere avers: Capul lui Jupiter, laureat, spre dr, cu sceptru pe umăr; în spate, DOSSE[N]. C.p. Descriere revers: Quadrigă triumfală spre dr., [acoperământul quadrigii, decorat cu fulger]; deasupra, Victorie ținând cunună; în exergă, L. RVBRI. C.p. Descriere exergă: L. RVBRI | Muzeul de Arheologie și Etnografie, Corabia | Cimec    |
|      | Denar                                      | Datare: 87 a.Chr. Școală: Roma Descoperit: jud. Olt, com. Orlea, Gura Padinii, În curtea lui Ciucă Florea Material: argint                             | Descriere revers: L.C. MEMIES [L.F] [GAL] Legendă revers: Venus în bigă spre dr., ține sceptru în mâna st. și hățuri cu dr.; deasupra, Cupidon zburând, ține cunună; în exergă, L.C. MEMIES [L.F] [GAL]. C.p. | Muzeul de Arheologie și Etnografie, Corabia | Cimec    |
|      | Denar                                      | Datare: 86 a.Chr. Școală: Roma Descoperit: jud. Olt, com. Orlea, Gura Padinii, În curtea lui Ciucă Florea Material: argint                             | Descriere avers: Capul lui Apollo spre dr., împodobit cu cunună de stejar; dedesubt, fulger. C.p. Descriere revers: Jupiter în quadrigă, spre dr., ține hățuri și aruncă cu fulgerul; fără legendă și fără marcă de control. C.p. | Muzeul de Arheologie și Etnografie, Corabia | Cimec    |
|      | Denar                                      | Datare: 86 a.Chr. Școală: Roma Descoperit: jud. Olt, com. Orlea, Gura Padinii, În curtea lui Ciucă Florea Material: argint                             | Descriere avers: Capul lui Apollo spre dr., împodobit cu cunună de stejar; dedesubt, fulger. C.p. Descriere revers: Jupiter în quadrigă, spre dr., ține hățuri și aruncă cu fulgerul; fără legendă și fără marcă de control. C.p. | Muzeul de Arheologie și Etnografie, Corabia | Cimec    |
|      | Denar                                      | Datare: 86 a.Chr. Școală: Roma Descoperit: jud. Olt, com. Orlea, Gura Padinii, În curtea lui Ciucă Florea Material: argint                             | Descriere avers: Capul lui Apollo spre dr., împodobit cu cunună de stejar; dedesubt, fulger. C.p. Descriere revers: Jupiter în quadrigă, spre dr., ține hățuri și aruncă cu fulgerul; fără legendă și fără marcă de control. C.p. | Muzeul de Arheologie și Etnografie, Corabia | Cimec    |
|      | Denar                                      | Datare: 86 a.Chr. Școală: Roma Descoperit: jud. Olt, com. Orlea, Gura Padinii, În curtea lui Ciucă Florea Material: argint                             | Descriere avers: Capul lui Apollo spre dr., împodobit cu cunună de stejar; dedesubt, fulger. C.p. Descriere revers: Jupiter în quadrigă, spre dr., ține hățuri și aruncă cu fulgerul; fără legendă și fără marcă de control. C.p. | Muzeul de Arheologie și Etnografie, Corabia | Cimec    |
|      | Denar                                      | Datare: 86 a.Chr. Școală: Roma Descoperit: jud. Olt, com. Orlea, Gura Padinii, În curtea lui Ciucă Florea Material: argint                             | Descriere avers: Capul lui Apollo spre dr., împodobit cu cunună de stejar; dedesubt, fulger. C.p. Descriere revers: Jupiter în quadrigă, spre dr., ține hățuri și aruncă cu fulgerul; fără legendă și fără marcă de control. C.p. | Muzeul de Arheologie și Etnografie, Corabia | Cimec    |
|      | Denar                                      | Datare: 86 a.Chr. Școală: Roma Descoperit: jud. Olt, com. Orlea, Gura Padinii, În curtea lui Ciucă Florea Material: argint                             | Descriere avers: Capul lui Apollo spre dr., împodobit cu cunună de stejar; dedesubt, fulger. C.p. Descriere revers: Jupiter în quadrigă, spre dr., ține hățuri și aruncă cu fulgerul; fără legendă și fără marcă de control. C.p. | Muzeul de Arheologie și Etnografie, Corabia | Cimec    |
|      | Denar                                      | Datare: 86 a.Chr. Școală: Roma Descoperit: jud. Olt, com. Orlea, Gura Padinii, În curtea lui Ciucă Florea Material: argint                             | Descriere avers: Capul lui Apollo spre dr., împodobit cu cunună de stejar; dedesubt, fulger. C.p. Descriere revers: Jupiter în quadrigă, spre dr., ține hățuri și aruncă cu fulgerul; fără legendă și fără marcă de control. C.p. | Muzeul de Arheologie și Etnografie, Corabia | Cimec    |
|      | Denar                                      | Datare: 85 a.Chr. Școală: Roma Descoperit: jud. Olt, com. Orlea, Gura Padinii, În curtea lui Ciucă Florea Material: argint                             | Descriere avers: Cap de bărbat spre dr. cu atributele lui Apollo, Mercur și Neptun; în spate, marcă de control, XVII ? C.p. Descriere revers: Victorie în quadrigă, spre dr., ține hățuri și cunună; în exergă, L. IVLI. BVRSIO. C.p. Descriere exergă: L. IVLI. BVRSIO | Muzeul de Arheologie și Etnografie, Corabia | Cimec    |
|      | Denar                                      | Datare: 85 a.Chr. Școală: Roma Descoperit: jud. Olt, com. Orlea, Gura Padinii, În curtea lui Ciucă Florea Material: argint                             | Descriere avers: Cap de bărbat spre dr. cu atributele lui Apollo, Mercur și Neptun. C.p. Descriere revers: Victorie în quadrigă, spre dr., ține hățuri și cunună; în exergă, L. IVLI. BVRSIO. C.p. Descriere exergă: L. IVLI. BVRSIO | Muzeul de Arheologie și Etnografie, Corabia | Cimec    |
|      | Denar                                      | Datare: 85 a.Chr. Școală: Roma Descoperit: jud. Olt, com. Orlea, Gura Padinii, În curtea lui Ciucă Florea Material: argint                             | Descriere avers: Cap de bărbat spre dr. cu atributele lui Apollo, Mercur și Neptun; în spate, marcă de control, un simbol. C.p. Descriere revers: Victorie în quadrigă, spre dr., ține hățuri și o cunună cu dr.; deasupra, marcă de control, MA; în exergă, L. IVLI. BVRSIO. C.p. Descriere exergă: L. IVLI. BVRSIO Legendă revers: MA | Muzeul de Arheologie și Etnografie, Corabia | Cimec    |
|      | Denar                                      | Datare: 85 a.Chr. Școală: Roma Descoperit: jud. Olt, com. Orlea, Gura Padinii, În curtea lui Ciucă Florea Material: argint                             | Descriere avers: Cap de bărbat spre dr. cu atributele lui Apollo, Mercur și Neptun; în spate, marcă de control, măciucă ?. C.p. Descriere revers: Victorie în quadrigă, spre dr., ține hățuri cu mâna st. și o cunună cu dr.; deasupra, marcă de control, Q; în exergă, [L.] IVLI. BVRSIO. C.p. Descriere exergă: [L.] IVLI. BVRSIO Legendă revers: Q | Muzeul de Arheologie și Etnografie, Corabia | Cimec    |
|      | Denar                                      | Datare: 85 a.Chr. Școală: Roma Descoperit: jud. Olt, com. Orlea, Gura Padinii, În curtea lui Ciucă Florea Material: argint                             | Descriere avers: Cap de bărbat spre dr. cu atributele lui Apollo, Mercur și Neptun; în spate, marcă de control, măciucă ?. C.p. Descriere revers: Victorie în quadrigă, spre dr., ține hățuri cu mâna st. și o cunună cu dr.; deasupra, marcă de control, C.; în exergă, [L.] IVLI. BVRSIO. C.p. Descriere exergă: [L.] IVLI. BVRSIO Legendă revers: C. | Muzeul de Arheologie și Etnografie, Corabia | Cimec    |
|      | Denar                                      | Datare: 85 a.Chr. Școală: Roma Descoperit: jud. Olt, com. Orlea, Gura Padinii, În curtea lui Ciucă Florea Material: argint                             | Descriere avers: Cap de bărbat spre dr. cu atributele lui Apollo, Mercur și Neptun; în spate, marcă de control, amforă. C.p. Descriere revers: Victorie în quadrigă, spre dr., ține hățuri și cunună; în exergă, L. IVLI. BVRSIO. C.p. Descriere exergă: L. IVLI. BVRSIO | Muzeul de Arheologie și Etnografie, Corabia | Cimec    |
|      | Denar                                      | Datare: 85 a.Chr. Școală: Roma Descoperit: jud. Olt, com. Orlea, Gura Padinii, În curtea lui Ciucă Florea Material: argint                             | Descriere avers: Capul lui Apollo, laureat, spre dr.; dedesubt, fulger; în spate, [M/ FONTEI C.F.]; în față [A]. C.p. Descriere revers: Cupidon, călare, pe capră, spre dr.; deasupra, pilei; în exergă, thyrsus; totul într-o cunună de laur. C.p. | Muzeul de Arheologie și Etnografie, Corabia | Cimec    |
|      | Denar                                      | Datare: 85 a.Chr. Școală: Roma Descoperit: jud. Olt, com. Orlea, Gura Padinii, În curtea lui Ciucă Florea Material: argint                             | Descriere avers: Capul lui Apollo, laureat, spre dr.; dedesubt, fulger; în spate, M/ FONTEI C.F.; în față A. C.p. Descriere revers: Cupidon, călare, pe capră, spre dr.; deasupra, pilei; în exergă, thyrsus; totul într-o cunună de laur. C.p. | Muzeul de Arheologie și Etnografie, Corabia | Cimec    |
|      | Denar                                      | Datare: 85 a.Chr. Școală: Roma Descoperit: jud. Olt, com. Orlea, Gura Padinii, În curtea lui Ciucă Florea Material: argint                             | Descriere avers: Capul lui Apollo, laureat, spre dr.; dedesubt, fulger; în spate, [M/] FONTEI C.F.; în față A. C.p. Descriere revers: Cupidon, călare, pe capră, spre dr.; deasupra, pilei; în exergă, thyrsus; totul într-o cunună de laur. C.p. | Muzeul de Arheologie și Etnografie, Corabia | Cimec    |
|      | Denar                                      | Datare: 85 a.Chr. Școală: Roma Descoperit: jud. Olt, com. Orlea, Gura Padinii, În curtea lui Ciucă Florea Material: argint                             | Descriere avers: Capul lui Apollo, laureat, spre dr.; dedesubt, fulger; în spate, M/ FONEI; în față C.F. C.p. Descriere revers: Cupidon, călare, pe capră, spre dr.; deasupra, pilei; în exergă, thyrsus; totul într-o cunună de laur. C.p. | Muzeul de Arheologie și Etnografie, Corabia | Cimec    |
|      | Denar                                      | Datare: 85 a.Chr. Școală: Roma Descoperit: jud. Olt, com. Orlea, Gura Padinii, În curtea lui Ciucă Florea Material: argint                             | Descriere avers: Capul lui Apollo, laureat, spre dr.; dedesubt, fulger; în spate, M/ FONTEI; în față C.F. C.p. Descriere revers: Cupidon, călare, pe capră, spre dr.; deasupra, pilei; în exergă, thyrsus; totul într-o cunună de laur. C.p. | Muzeul de Arheologie și Etnografie, Corabia | Cimec    |
|      | Denar                                      | Datare: 85 a.Chr. Școală: Roma Descoperit: jud. Olt, com. Orlea, Gura Padinii, În curtea lui Ciucă Florea Material: argint                             | Descriere avers: Capul lui Apollo, laureat, spre dr.; dedesubt, fulger; în spate, M/ FONTEI; în față [C.F]. C.p. Descriere revers: Cupidon, călare, pe capră, spre dr.; în st. și dr.– pilei; în exergă, thyrsus; totul într-o cunună de laur. C.p. | Muzeul de Arheologie și Etnografie, Corabia | Cimec    |
|      | Denar                                      | Datare: 85 a.Chr. Școală: Roma Descoperit: jud. Olt, com. Orlea, Gura Padinii, În curtea lui Ciucă Florea Material: argint                             | Descriere avers: Capul lui Apollo, laureat, spre dr.; dedesubt, fulger; în spate, M/ FONTEI; în față A și ROMA ?. C.p. Descriere revers: Cupidon, călare, pe capră, spre dr.; în st. și dr.– pilei; în exergă, thyrsus; totul într-o cunună de laur. C.p. | Muzeul de Arheologie și Etnografie, Corabia | Cimec    |
|      | Denar                                      | Datare: 84 a.Chr. Școală: Roma Descoperit: jud. Olt, com. Orlea, Gura Padinii, În curtea lui Ciucă Florea Material: argint                             | Descriere avers: Bustul lui Apollo văzut din spate, cu capul întors spre dr. și ținând fulger în mâna dr. C.p. Descriere revers: Minerva în quadrigă spre dr., ține scut și hățuri în mâna st. și lance în dr.; în exergă, C. LICINVS.L.[F.] MACER C.p. Descriere exergă: C. LICINVS.L.[F.] MACER | Muzeul de Arheologie și Etnografie, Corabia | Cimec    |
|      | Denar                                      | Datare: 84 a.Chr. Școală: Roma Descoperit: jud. Olt, com. Orlea, Gura Padinii, În curtea lui Ciucă Florea Material: argint                             | Descriere avers: Bustul lui Apollo văzut din spate, cu capul întors spre dr. și ținând fulger în mâna dr. C.p. Descriere revers: Minerva în quadrigă spre dr., ține scut și hățuri în mâna st. și lance în dr.; în exergă, C. LICINVS.[L.F.] MACER C.p. Descriere exergă: C. LICINVS.[L.F.] MACER | Muzeul de Arheologie și Etnografie, Corabia | Cimec    |
|      | Denar                                      | Datare: 84 a.Chr. Școală: Roma Descoperit: jud. Olt, com. Orlea, Gura Padinii, În curtea lui Ciucă Florea Material: argint                             | Descriere avers: Bustul lui Apollo văzut din spate, cu capul întors spre dr. și ținând fulger în mâna dr. C.p. Descriere revers: Minerva în quadrigă spre dr., ține scut și hățuri în mâna st. și lance în dr.; în exergă, C. LICINVS.L.[F.] MACER C.p. Descriere exergă: C. LICINVS.L.[F.] MACER | Muzeul de Arheologie și Etnografie, Corabia | Cimec    |
|      | Denar                                      | Datare: 83 a.Chr. Școală: Roma Descoperit: jud. Olt, com. Orlea, Gura Padinii, În curtea lui Ciucă Florea Material: argint                             | Descriere avers: Capul zeiței Venus spre dr., purtând diademă; în spate, marcă de control, CXXX; dedesubt, C. NORBANVS. C.p. Descriere revers: Spic, fasces, caduceus. C.p. | Muzeul de Arheologie și Etnografie, Corabia | Cimec    |
|      | Denar                                      | Datare: 83 a.Chr. Școală: Roma Descoperit: jud. Olt, com. Orlea, Gura Padinii, În curtea lui Ciucă Florea Material: argint                             | Descriere avers: Capul lui Jupiter, laureat, spre dr.; în spate, S.C. C.p. Descriere revers: Victorie în quadrigă, spre dr., ține hățuri și ramură de palmier în mâna st. și o cunună în dr.; în exergă, Q. ATO. BA_B/ [PR] C.p. Descriere exergă: Q. ATO. BA_B/ [PR] | Muzeul de Arheologie și Etnografie, Corabia | Cimec    |
|      | Denar                                      | Datare: 83 a.Chr. Școală: Roma Descoperit: jud. Olt, com. Orlea, Gura Padinii, În curtea lui Ciucă Florea Material: argint                             | Descriere avers: Capul lui Jupiter, laureat, spre dr.; în spate, S.[C]. C.p. Descriere revers: Victorie în quadrigă, spre dr., ține hățuri și ramură de palmier în mâna st. și o cunună în dr.; în exergă, Q. ATO. BA.B/ [PR] C.p. Descriere exergă: Q. ATO. BA.B/ [PR] | Muzeul de Arheologie și Etnografie, Corabia | Cimec    |
|      | Denar                                      | Datare: 82 a.Chr. Școală: Roma Descoperit: jud. Olt, com. Orlea, Gura Padinii, În curtea lui Ciucă Florea Material: argint                             | Descriere avers: Cap laureat (Apollo ?) spre dr.; în spate, sceptru și X.; în față, pasăre. C.p. Descriere revers: Călăreț spre dr., aruncă cu lance, în spate, XXXI; în exergă, P. CREPUSI. C.p. Descriere exergă: P. CREPUSI Legendă revers: XXXI | Muzeul de Arheologie și Etnografie, Corabia | Cimec    |
|      | Denar                                      | Datare: 82 a.Chr. Școală: Roma Descoperit: jud. Olt, com. Orlea, Gura Padinii, În curtea lui Ciucă Florea Material: argint                             | Descriere avers: Cap laureat (Apollo ?) spre dr.; în spate, sceptru și litera A.; în față, pasăre Descriere revers: Călăreț spre dr., aruncă cu lance, în spate, număr neclar; în exergă, P. CREPUSI Descriere exergă: P. CREPUSI | Muzeul de Arheologie și Etnografie, Corabia | Cimec    |
|      | Denar                                      | Datare: 82 a.Chr. Școală: Roma Descoperit: jud. Olt, com. Orlea, Gura Padinii, În curtea lui Ciucă Florea Material: argint                             | Descriere avers: Bustul lui Mercur spre dr., purtând petasos înaripat și caduceus pe umăr; în spate, litera A. C.p. Descriere revers: Ulysses stând spre dr.; ține toiag în mâna st. și întinde mâna spre câinele său, Argos; la st., C. MAMIL; la dr., LIMEĀN.C.p. Legendă revers: C. MAMIL LIMEĀN | Muzeul de Arheologie și Etnografie, Corabia | Cimec    |
|      | Denar                                      | Datare: 82 a.Chr. Școală: Roma Descoperit: jud. Olt, com. Orlea, Gura Padinii, În curtea lui Ciucă Florea Material: argint                             | Descriere avers: Capul lui Apollo, laureat, spre dr. C.p. Descriere revers: Marsias în picioare, spre st.; ține mâna ridicată și poartă pe umărul st. un burduf cu vin; în spate, o columnă având în vârf statuia Victoriei; în față, [L. ]CENSOR. C.p. Legendă revers: [L.]CENSOR | Muzeul de Arheologie și Etnografie, Corabia | Cimec    |
|      | Denar                                      | Datare: 82 a.Chr. Școală: Roma Descoperit: jud. Olt, com. Orlea, Gura Padinii, În curtea lui Ciucă Florea Material: argint                             | Descriere avers: Capul lui Apollo, laureat, spre dr. C.p. Descriere revers: Marsias în picioare, spre st.; ține mâna ridicată și poartă pe umărul st. un burduf cu vin; în spate, o columnă având în vârf statuia Victoriei; în față, L. CENSOR. C.p. Legendă revers: L.CENSOR | Muzeul de Arheologie și Etnografie, Corabia | Cimec    |
|      | Denar                                      | Datare: 82 a.Chr. Școală: Roma Descoperit: jud. Olt, com. Orlea, Gura Padinii, În curtea lui Ciucă Florea Material: argint                             | Descriere avers: Bustul Victoriei spre dr., drapată; C.p. Descriere revers: Vultur legionar; la st., stindard de manipul de hastati; la dr., stindard de manipul de principes; la st., C. VA.. FLA; la dr., [I]MPERAT. C.p. Legendă revers: C. VA. . FLA [I]MPERAT | Muzeul de Arheologie și Etnografie, Corabia | Cimec    |
|      | Denar                                      | Datare: 82 a.Chr. Școală: Roma Descoperit: jud. Olt, com. Orlea, Gura Padinii, În curtea lui Ciucă Florea Material: argint                             | Descriere avers: Capul Romei, cu coif, spre dr.; în față, L. MANL[I...]; în, spate, PRO.Q. C.p. Descriere revers: Triumphator, în quadrigă, spre dr., ține hățuri în mâna st. și caduceus în dr. și este încununat de o Victorie în zbor; în exergă, L. SVLLA.IM. C.p. Descriere exergă: L. SVLLA.IM | Muzeul de Arheologie și Etnografie, Corabia | Cimec    |
|      | Denar                                      | Datare: 81 a.Chr. Școală: Roma Descoperit: jud. Olt, com. Orlea, Gura Padinii, În curtea lui Ciucă Florea Material: argint                             | Descriere avers: Capul Hispaniei spre dr., purtând văl, în spate, HISPAN. C.p. Descriere revers: Personaj togat, întinzând mâna dr. spre un vultur legionar - stindard înfipt în pământ; la st., fasces cu secure; legendă circulară, A. POST A.F. S.N. A.BIN. C.p. Legendă revers: A. POST A.F S.N. A.BIN | Muzeul de Arheologie și Etnografie, Corabia | Cimec    |
|      | Denar                                      | Datare: 81 a.Chr. Școală: Roma Descoperit: jud. Olt, com. Orlea, Gura Padinii, În curtea lui Ciucă Florea Material: argint                             | Descriere avers: Capul Hispaniei spre dr., purtând văl, în spate, HISPAN. C.p. Descriere revers: Personaj togat, întinzând mâna dr. spre un vultur legionar - stindard înfipt în pământ; la st., fasces cu secure; legendă circulară, A. POST A.F. S.N. A.BIN. C.p. Legendă revers: A. POST A.F S.N. A.BIN | Muzeul de Arheologie și Etnografie, Corabia | Cimec    |
|      | Denar                                      | Datare: 81 a.Chr. Școală: Roma Descoperit: jud. Olt, com. Orlea, Gura Padinii, În curtea lui Ciucă Florea Material: argint                             | Descriere avers: Capul Romei cu cască spre dr. cu coif frigian cu stea la apărătoare; în spate, ROMA; în față, X. C.p. Descriere revers: Jupiter încoronat de o Victorie în zbor, în bigă condusă de elefanți la st., aruncând trăsnetul cu mâna st. și cu hățurile în mâna dr; în exergă, C. METELLVS . C.p. Descriere exergă: C. METELLVS | Muzeul de Arheologie și Etnografie, Corabia | Cimec    |
|      | Denar                                      | Datare: 80 a.Chr. Școală: Roma Descoperit: jud. Olt, com. Orlea, Gura Padinii, În curtea lui Ciucă Florea Material: argint                             | Descriere avers: Capul lui Jupiter, laureat, spre dr.; în spate, S.C. C.p. Descriere revers: Juno Sospita spre dr., ține scut în mâna st. și aruncă lance cu dr.; în față, șarpe; în spate, L. PROCILI / F. C.p. Legendă revers: L. PROCILI F | Muzeul de Arheologie și Etnografie, Corabia | Cimec    |
|      | Denar                                      | Datare: 80 a.Chr. Școală: Roma Descoperit: jud. Olt, com. Orlea, Gura Padinii, În curtea lui Ciucă Florea Material: argint                             | Descriere avers: Capul lui Jupiter, laureat, spre dr.; în spate, S.C. C.p. Descriere revers: Juno Sospita spre dr., ține scut în mâna st. și aruncă lance cu dr.; în față, șarpe; în spate, L. PROCILI / F. C.p. Legendă revers: L. PROCILI F | Muzeul de Arheologie și Etnografie, Corabia | Cimec    |
|      | Denar                                      | Datare: 80 a.Chr. Școală: Roma Descoperit: jud. Olt, com. Orlea, Gura Padinii, În curtea lui Ciucă Florea Material: argint                             | Descriere avers: Capul lui Jupiter, laureat, spre dr.; în spate, S.C. C.p. Descriere revers: Juno Sospita spre dr., ține scut în mâna st. și aruncă lance cu dr.; în față, șarpe; în spate, L. PROCILI / F. C.p. Legendă revers: L. PROCILI F | Muzeul de Arheologie și Etnografie, Corabia | Cimec    |
|      | Denar                                      | Datare: 80 a.Chr. Școală: Roma Descoperit: jud. Olt, com. Orlea, Gura Padinii, În curtea lui Ciucă Florea Material: argint                             | Descriere avers: Capul lui Juno Sospita, spre dr.; în spate, S.C. C.p. Descriere revers: Juno Sospita în bigă, spre dr., ține scut în mâna st. și aruncă lance cu dr.; dedesubt, un șarpe; în exergă, L. PROCILI. F. C.p. Descriere exergă: L. PROCILI. F | Muzeul de Arheologie și Etnografie, Corabia | Cimec    |
|      | Denar                                      | Datare: 79 a.Chr. Școală: Roma Descoperit: jud. Olt, com. Orlea, Gura Padinii, În curtea lui Ciucă Florea Material: argint                             | Descriere avers: Capul zeiței Venus, purtând diademă, spre dr.; în spate, S.C. C.p. Descriere revers: Victorie în trigă spre dr., ține hățuri cu ambele mâini; deasupra, marcă de control, XXXXVI; în exergă, C. NÆ BA.B. C.p. Descriere exergă: C. NÆ BA.B Legendă revers: XXXXVI | Muzeul de Arheologie și Etnografie, Corabia | Cimec    |
|      | Denar                                      | Datare: 79 a.Chr. Școală: Roma Descoperit: jud. Olt, com. Orlea, Gura Padinii, În curtea lui Ciucă Florea Material: argint                             | Descriere avers: Capul zeiței Venus, purtând diademă, spre dr.; în spate, S.C. C.p. Descriere revers: Victorie în trigă spre dr., ține hățuri cu ambele mâini; deasupra, marcă de control, VIIII; în exergă, C. NÆ BA.B. C.p. Descriere exergă: C. NÆ BA.B Legendă revers: VIIII | Muzeul de Arheologie și Etnografie, Corabia | Cimec    |
|      | Denar                                      | Datare: 79 a.Chr. Școală: Roma Descoperit: jud. Olt, com. Orlea, Gura Padinii, În curtea lui Ciucă Florea Material: argint                             | Descriere avers: Capul zeiței Juno Sospita spre dr.; în spate, marcă de control, indescifrabilă. Pe margine, cerc de perle șI linii. C.p., C.l. Descriere revers: Gryphon sărind spre dr.; dedesubt, marcă de control, tintinabulum ?, sau ulcior, sau ciocan; în exergă, L. PAPI ; Pe margine, cerc de perle șI linii. C.p., C.l. Descriere exergă: L. PAPI | Muzeul de Arheologie și Etnografie, Corabia | Cimec    |
|      | Denar                                      | Datare: 76 a.Chr. Școală: Roma Descoperit: jud. Olt, com. Orlea, Gura Padinii, În curtea lui Ciucă Florea Material: argint                             | Descriere avers: Capul lui Sol, radiat, spre dr. C.p. Descriere revers: Semilună înconjurată de șapte stele; deasupra, în cornul lunar, TRIO; dedesubt, L. LVCRETI. C.p. Legendă revers: TRIO L. LVCRETI | Muzeul de Arheologie și Etnografie, Corabia | Cimec    |
|      | Denar                                      | Datare: 75 a.Chr. Școală: Roma Descoperit: jud. Olt, com. Orlea, Gura Padinii, În curtea lui Ciucă Florea Material: argint                             | Descriere avers: Libertas, diademată și drapată, spre dr.; în spate, pileus și MAXVMVS. C.p. Descriere revers: Roma în picioare, ține o lance și pune piciorul pe un cap de lup; la dr. Venus, diademată, ține o lance și pe umăr, pe Cupidon; de fiecare latură, câte o cârmă așezată pe o proră; dedesubt, [C. EGN] Ā IVS.[CN.F.]; la dr., CNN C.p. Legendă revers: [C. EGN] Ā IVS.[CN.F.] CNN | Muzeul de Arheologie și Etnografie, Corabia | Cimec    |
|      | Denar                                      | Datare: 75 a.Chr. Școală: Roma Descoperit: jud. Olt, com. Orlea, Gura Padinii, În curtea lui Ciucă Florea Material: argint                             | Descriere avers: Bustul lui Libertas, diademată și drapată, spre dr.; în spate, pileus și MAXVMVS. C.p. Descriere revers: Roma în picioare, ține o lance și pune piciorul pe un cap de lup; la dr. Venus, diademată, ține o lance și pe umăr, pe Cupidon; de fiecare latură, câte o cârmă așezată pe o proră; dedesubt, C. EGNĀ IVS.[ CN.F]; la dr., CNN C.p. Legendă revers: C. EGNĀ IVS.[ CN.F] CNN | Muzeul de Arheologie și Etnografie, Corabia | Cimec    |
|      | Denar                                      | Datare: 75 a.Chr. Școală: Roma Descoperit: jud. Olt, com. Orlea, Gura Padinii, În curtea lui Ciucă Florea Material: argint                             | Descriere avers: Bustul lui Libertas, diademată și drapată spre dr.; în spate, pileus și S.C.; în față, MENSOR; C.p. Descriere revers: Războinic, ține lance și conduce bigă spre dr.; cu mâna dr. ajută un personaj togat să urce în bigă; dedesubt, marcă de control, XCIII; în exergă, L. FARSVLEI. C.p. Descriere exergă: L. FARSVLEI Legendă revers: XCIII | Muzeul de Arheologie și Etnografie, Corabia | Cimec    |
|      | Denar                                      | Datare: 74 a.Chr. Școală: Roma Descoperit: jud. Olt, com. Orlea, Gura Padinii, În curtea lui Ciucă Florea Material: argint                             | Descriere avers: Bustul drapat al zeiței Diana spre dr.; pe umăr poartă arc și tolbă de săgeți. C.p. Descriere revers: Câine fugind spre dr.; dedesubt, lance; în exergă, C. POSTVMI / Ā C.p. Descriere exergă: C. POSTVMI / Ā | Muzeul de Arheologie și Etnografie, Corabia | Cimec    |
|      | Denar                                      | Datare: 74 a.Chr. Școală: Roma Descoperit: jud. Olt, com. Orlea, Gura Padinii, În curtea lui Ciucă Florea Material: argint                             | Descriere avers: Capul meduzei la st.; în spate, SABVLA C.p. Descriere revers: Belerophon pe Pegas la st.; cu lancea ridicată în mâna st.; dedesubt, L. COSSUTI. C. F; marcă de control, probabil în afara cadrului. C.p. Legendă revers: L. COSSUTI. C. F | Muzeul de Arheologie și Etnografie, Corabia | Cimec    |
|      | Denar                                      | Datare: 67 a.Chr. Școală: Roma Descoperit: jud. Olt, com. Orlea, Gura Padinii, În curtea lui Ciucă Florea Material: argint                             | Descriere avers: Bust feminin spre dr., cu atributele lui Isis, Minerva, Apollo, Diana și Victoria; în spate, CESTIANVS; Bordură în formă de mărgele. C.p. Descriere revers: Vultur pe fulger; legendă circulară, M. PLAET[ORIVS.M.F.] AED.CVR. Bordură în formă de mărgele. C.p. Legendă revers: M. PLAET[ORIVS.M.F. ] AED.CVR | Muzeul de Arheologie și Etnografie, Corabia | Cimec    |
|      | Denar                                      | Datare: 60 a.Chr. Școală: Roma Descoperit: jud. Olt, com. Orlea, Gura Padinii, În curtea lui Ciucă Florea Material: argint                             | Descriere avers: Capul lui Neptun, spre dr.; în spate, trident; în față, P.YPSAE.S.C. C.p. Descriere revers: Jupiter în quadrigă, spre st., ține hățuri cu mâna st. și aruncă cu fulgerul cu dr.; dedesubt, C. YPSAE. COS / PRIV; în spate, CEPIT. C.p. Legendă revers: C. YPSAE. COS PRIV CEPIT | Muzeul de Arheologie și Etnografie, Corabia | Cimec    |
|      | Denar                                      | Datare: 60 a.Chr. Școală: Roma Descoperit: jud. Olt, com. Orlea, Gura Padinii, În curtea lui Ciucă Florea Material: argint                             | Descriere avers: Bustul Leuconoeei, spre dr.; în spate, delfin; în față, P.YPSAE.S.C. C.p. Descriere revers: Jupiter în quadrigă, spre st., ține hățuri cu mâna st. și aruncă cu fulgerul cu dr.; dedesubt, C. YPSAE. COS / PRIV; în spate, CEPIT. C.p. Legendă revers: C. YPSAE. COS PRIV CEPIT | Muzeul de Arheologie și Etnografie, Corabia | Cimec    |
|      | Denar                                      | Datare: 59 a.Chr. Școală: Roma Descoperit: jud. Olt, com. Orlea, Gura Padinii, În curtea lui Ciucă Florea Material: argint                             | Descriere avers: Capul lui Saturn spre dr.; în spate, harpe și [S. ]C.; în față, SVFENAS. C.p. Descriere revers: Roma șezând spre st., pe o grămadă de arme și cuirase, ține sceptru în dr. și sabie în st.; în spatele ei, Victorie în picioare spre st., o încununează cu mâna dr. cu o ramură de palmier; legendă circulară, PR [L.V.P.F.]; în exergă, [S]EX. NONI. C.p. Descriere exergă: [S]EX. NONI Legendă revers: PR [L.V.P.F.] | Muzeul de Arheologie și Etnografie, Corabia | Cimec    |
|      | Denar                                      | Datare: 55 a.Chr. Școală: Roma Descoperit: jud. Olt, com. Orlea, Gura Padinii, În curtea lui Ciucă Florea Material: argint                             | Descriere avers: Bustul lui Marte spre dr. cu coif și drapat, cu un trofeu pe umărul st.; Circular, P. FONTEIVS P.F. CAPITO. III. VIR. C.p. Descriere revers: Călăreț spre dr., ține hățurile în mâna st. și cu mâna dr. lovește cu lancea un războinic căzut jos și conduce prizonieri captivi; la dr., coif și scut; deasupra, W. FON.TR. MIL. C.p. Legendă revers: W. FON.TR. MIL | Muzeul de Arheologie și Etnografie, Corabia | Cimec    |
|      | Denar                                      | Datare: 42 a.Chr. Școală: Roma Descoperit: jud. Olt, com. Orlea, Gura Padinii, În curtea lui Ciucă Florea Material: argint                             | Descriere avers: Capul lui Regulus, spre dr.; (cap mic), fără legendă. C.p. Descriere revers: Animal sălbatic, în luptă; în prim plan, un om atacă un leu cu lancea; în planul al doilea, un om cu scut și sabie atacă o panteră; la st., un bour rănit; în exergă, L. REGVL[VS]. C.p. Descriere exergă: L. REGVL[VS] | Muzeul de Arheologie și Etnografie, Corabia | Cimec    |
|      | Denar                                      | Datare: sf. sec II a.Chr. Școală: Roma Descoperit: jud. Olt, com. Sprâncenata, Sprâncenata Material: argint                                            | Descriere avers: M.FOVRI.L.F.Capul laureat al lui Ianus; legendă circulară, C.p. Descriere revers: ROMA, Roma (purtând coif corintian) spre st., ține sceptru în mâna st. și încoronează un trofeu cu dr.; deasupra, steluță; în spate ROMA; trofeul are în vârf un coif, în formă de cap mistreț și este flancat de câte un scut și o carnyx Descriere exergă: PHILI.C.p. Legendă revers: ROMA | Muzeul Județean Olt, Slatina                | Cimec    |
|      | Denar                                      | Datare: sf. sec. II a. Chr. Școală: Roma Descoperit: jud. Olt, com. Sprâncenata, Sprâncenata Material: argint                                          | Descriere avers: PIETAS Pietas spre dr., diademată; în spate PIETAS; în față contramarcă de control Descriere revers: M.HERENNI Unul din cei doi frați din Catane-Sicilia, Amphimonos sau Ananpias, purtându-și tatăl pe umeri țși fugind spre dreapta. ; la st.M. HERENNI, C.p. Legendă revers: M.HERENNI | Muzeul Județean Olt, Slatina                | Cimec    |
|      | Denar                                      | Datare: sf. sec.II a.Chr. Școală: Roma Descoperit: jud. Olt, com. Sprâncenata, Sprâncenata Material: argint                                            | Descriere avers: I.S.M.R. Capul zeiței Juno Sospita, spre dr., purtând pe cap pielea de capră; în spate , I.S.M.R.(Juno Sospes Magna Regina). C.p. Descriere revers: L. THORIVS, Bou fugind spre dreapta; deasupra marrcă de control A, Descriere exergă: BALBVS, C.p Legendă revers: L. THORIVS | Muzeul Județean Olt, Slatina                | Cimec    |
|      | Denar                                      | Datare: începutul sec I a.Chr. Școală: Roma Descoperit: jud. Olt, com. Sprâncenata, Sprâncenata Material: argint                                       | Descriere avers: RVLLI Minerva spre st., purtând coif corintian și aegis; în spate RVLLI.C.p. Descriere revers: P. Victorie în bigă, spre dr., ține ramură de palmier în mâna st., și hățuri cu dr.; dedesubt P.; Descriere exergă: P.SERVILI.M Legendă revers: P. | Muzeul Județean Olt, Slatina                | Cimec    |
|      | Denar                                      | Datare: prima jum. sec I a.Chr. Școală: Roma Descoperit: jud. Olt, com. Sprâncenata, Sprâncenata Material: argint                                      | Descriere avers: Capul lui Liber, spre dr., purtând cunună de iederă. Descriere revers: Q.TITI, pegasus spre dr., dedesubt , într-o tabletă, Q.TITI Legendă revers: Q.TITI | Muzeul Județean Olt, Slatina                | Cimec    |
|      | Denar                                      | Datare: prima jum. sec I a.Chr. Școală: Roma Descoperit: jud. Olt, com. Sprâncenata, Sprâncenata Material: argint                                      | Descriere avers: Bust drapat spre dr.,(coif împodobit cu cunună de laur); în spate simbol,, tintinnnabulum. C.p. Descriere revers: Cybele(purtând corona muralis și văl), spre dr., în bigă trasă de lei, ține hățuri în mâna st, și pateră cu dr.; deasupra KO (marcă de control) Descriere exergă: M.VOLTEI.M.F. C.p | Muzeul Județean Olt, Slatina                | Cimec    |
|      | Denar de tip serratus                      | Datare: prima jum. sec I a.Chr. Școală: Roma Descoperit: jud. Olt, com. Sprâncenata, Sprâncenata Material: argint                                      | Descriere avers: VIRTUS III VIR, Virtus, drapată, spre dr.; în față , VIRTUS; în spate , III VIR. C.p. Descriere revers: SICIL,la dr. M.N.M.AQVIL, la st. M.N.F.(M.N.M.)Războinic, ține scut în mâna st., și ridică o persoană căzută în genunchi; dedesubt, SICIL; la dr. M.N.AQVIL; la st. M.N.F.(M.N.M.) Legendă revers: SICIL, la dr. M.N.AQVIL, la st. M.N.F (M.N.N) C.p. | Muzeul Județean Olt, Slatina                | Cimec    |
|      | Denar                                      | Datare: mij. sec I a.Chr. Școală: Roma Descoperit: jud. Olt, com. Sprâncenata, Sprâncenata Material: argint                                            | Descriere avers: SALVTIS , Capul laureat al lui Salus spre dr.;în spate, SALVTIS.C.p. Descriere revers: MN.ACILIUS,la st., IIIVIR VALEV, C.P. Legendă revers: MN ACILVS III VIR VALEV.C.p. | Muzeul Județean Olt, Slatina                | Cimec    |
|      | Denar                                      | Datare: prima jum. sec I a.Chr. Școală: Roma Descoperit: jud. Olt, com. Sprâncenata, Sprâncenata Material: argint                                      | Descriere avers: PAVLLUS LEPIDUS, Capul Concordiei spre dr., purtînd văl și diademă, la st. PAVLLUS LEPIDUS, la dr. CONCORDIA Descriere revers: Trofeu, deasupra Ter: la dr.figură togată(L. Aemilius Paullus), la st., trei captivi( Regele Perseus al Macedoniei și fiii săi), Descriere exergă: PAVLLUS | Muzeul Județean Olt, Slatina                | Cimec    |
|      | Denar                                      | Datare: 60-46 a. Chr. Școală: Utica Descoperit: jud. Olt, com. Sprâncenata, Sprâncenata Material: argint                                               | Descriere avers: REX IVBA, Bustul regelui Iuba, diademat, cu barbă, în cuirasă, cerc perlat Descriere revers: Partea din față a unui templu cu șase coloane în cerc perlat Legendă revers: REX IVBA cu litere neopunice | Muzeul Județean Olt, Slatina                | Cimec    |
|      | Denar                                      | Datare: 49-48 Școală: Monetărie mobilă cu Caesar Descoperit: jud. Olt, com. Sprâncenata, Sprâncenata Material: corn                                    | Descriere avers: Embleme pontificale-culullus, aspergillium, secure(dolabra pontificalis) și apex C.p. Descriere revers: Elefant spre dr., călcând în picioare un dragon Descriere exergă: CAESAR, C.p. Contramărci | Muzeul Județean Olt, Slatina                | Cimec    |
|      | Denar                                      | Datare: 47-46 Școală: Africa Descoperit: jud. Olt, com. Sprâncenata, Sprâncenata Material: argint                                                      | Descriere avers: Venus, diademată, spre dr. C.p. Contramărci Descriere revers: Aenas spre st., cărând palladium în mâna dr. și pe Anchises pe umărul st.; la dr., CAESAR C.p. | Muzeul Județean Olt, Slatina                | Cimec    |
|      | Denar                                      | Datare: mij. sec I a.Chr. Școală: Roma Descoperit: jud. Olt, com. Sprâncenata, Sprâncenata Material: argint                                            | Descriere avers: CAESRR. IM capul laureat al lui caesar spre dr.; spate semilună, în față CAESAR IM, ÎN SPATE PM despărțite de semilună, cerc perlat Descriere revers: Venus la st. Ține o Victorie în mâna dr., și sceptrul în mâna st.; în față L. AEMILIUS, ÎN SPATE BUCA, CERC PERLAT Legendă revers: VENUS , la stânga, | Muzeul Județean Olt, Slatina                | Cimec    |
|      | Denar                                      | Datare: mij. sec I a.Chr. Școală: Monetărie în mișcare cu Brutus, Est Descoperit: jud. Olt, com. Sprâncenata, Sprâncenata Material: argint             | Descriere avers: CASCA LONGVS Capul lui Neptun, cu barbă spre dreapta; dedesubt, trident; la stânga: CASCA; la dreapta: LONGVS; cer perlat Descriere revers: Victoria mergând spre dreapta, ținând în mână în mâna stângă o ramură de palmier peste umărul stâng; cu ambele mâine ținând (frângând) o diademă legată cu o panglică; sceptru spart; spre stânga BRVTVS; la dreapta: IMP cerc perlat | Muzeul Județean Olt, Slatina                | Cimec    |
|      | Denar                                      | Datare: sf. sec I a.Chr. Școală: Roma Descoperit: jud. Olt, com. Sprâncenata, Sprâncenata Material: argint                                             | Descriere avers: Capul lui Apollo, laureat, spre dr.; în spate, liră. C.p. Descriere revers: Diana, în picioare, din față, ține câte o torță aprinsă în fiecare mână, iar pe umăr arc și tolbă de săgeți; la dr., la dr. P.CLODIVS; la st. M.F.C.p. | Muzeul Județean Olt, Slatina                | Cimec    |
|      | Denar                                      | Datare: mij. sec I a.Chr. Școală: Monetărie în mișcare cu Marcus Antonius Descoperit: jud. Olt, com. Sprâncenata, Sprâncenata Material: argint         | Descriere avers: M.ANT. IM. AG. IIIVIR. P.P. C.M. NERVA PROQ.P Capul lui Marcus Antonius spre dreapta și în jur legenda; cerc perlat Descriere revers: CAESAR. IMP. PONT. III.VIR. R.P.C. Capul lui Octavian spre dreapta; cerc perlat Legendă revers: CAESAR.IMP. PONT. III.VIR. R.P.C. | Muzeul Județean Olt, Slatina                | Cimec    |
|      | Denar                                      | Datare: sf. sec I a.Chr. Școală: Roma Descoperit: jud. Olt, com. Sprâncenata, Sprâncenata Material: argint                                             | Descriere avers: Capul laureat al lui Octavianus spre spre dreapta; contramarcă pe obraz, în formă de semilună Descriere revers: L. MESCE NI-VS RVFVS, (S.P.Q.R.V.P.RED.CAES) Mars în picioare, spre stânga, pe un cippus Legendă revers: L.MESCE NI-VS RVFVS, (S.P.Q.R.V.P.RED.CAES) | Muzeul Județean Olt, Slatina                | Cimec    |
|      | Denar imperial                             | Datare: sf. sec I a.Chr. Școală: Denar Descoperit: jud. Olt, com. Sprâncenata, Sprâncenata Material: argint                                            | Descriere avers: AVGVSTVS Cap lui Augustus spre dreapta Descriere revers: C. ANTISTIVS VETVS III. VIR APOLONI Apollo cu lira în mâna stângă spate, și cu mâna dreaptă sacrificând deasupra unui altar Descriere exergă: (AC)TIO Legendă revers: C. ANTISTIVS VETVS III. VIR APOLONI | Muzeul Județean Olt, Slatina                | Cimec    |
|      | Monedă geto-dacică de tip Inotești-Răcoasa | Datare: Sf.sec.II a.Chr. Descoperit: jud. Olt, com. Sprâncenata, Sprâncenata Material: argint                                                          | Descriere avers: Cap uman, mult stilizat, spre dr., alcătuit din ovale, globule, linii simple și unghiulare, un X și un grup de globule-rozetă Descriere revers: Cal mult stilizat, spre st., cu corpul din două globule mari, unite printr-o linie; în locul călărețului, o globulă, iar sub cal H și două globule | Muzeul Județean Olt, Slatina                | Cimec    |
|      | Monedă histriană                           | Datare: sec. II a.Chr. Descoperit: jud. Olt, com. Sprâncenata, Sprâncenata Material: bronz                                                             | Descriere avers: Capul lui Apollon laureat spre dr. Descriere revers: ІΣΤΡІΗ. Vultur pe delfin spre st., dedesubt ΗΡΟΔ. Legendă revers: ІΣΤΡІΗ. ΗΡΟΔ. | Muzeul Județean Olt, Slatina                | Cimec    |